# Danh sách cuộc chiến tranh liên quan đến Việt Nam
Đây là danh sách các cuộc chiến tranh liên quan Việt Nam bao gồm có sự tham gia của Việt Nam hoặc xảy ra trên lãnh thổ Việt Nam. Trong danh sách này, ngoài những cuộc kháng chiến chống xâm lược và chủ động tấn công, còn có bảng thống kê tất cả những cuộc tranh quyền đoạt vị trong nội bộ hoàng thất, những cuộc khởi nghĩa nông dân, những cuộc hỗn chiến giữa các phe phái tướng lĩnh, quan lại, giữa những tập đoàn quân phiệt cát cứ và các lãnh chúa địa phương.
Chú thích màu:
- Đỏ: liên quan đến Trung Quốc
- Vàng: liên quan đến Chăm Pa
- Cam: liên quan đến Mông Cổ
- Xanh lơ: liên quan đến Lào
- Xanh lá đậm: liên quan đến Thái Lan
- Xanh lá nhạt: liên quan đến Campuchia
- Xanh dương đậm: liên quan đến Pháp và đồng minh
- Xanh dương nhạt: liên quan đến Hoa Kỳ và đồng minh
- Hồng: liên quan đến Nhật Bản và đồng minh
- Nâu: nội chiến
- Trắng: nổi loạn nội bộ, tranh chấp ngôi vị
- Xám: bị lôi vào cuộc chiến khi đang là thuộc quốc/thuộc địa của quốc gia khác
- Tím: liên quan đến quốc gia hoặc lực lượng khác với các quốc gia hoặc lực lượng kể trên

## Thời kỳ sơ khởi

### Kỷ Hồng Bàng(2879 TCN-257 TCN)
| Xung đột                                                              | Hùng Vương                          | Đối phương            | Kết quả |
| --------------------------------------------------------------------- | ----------------------------------- | --------------------- | --- |
| Chiến tranh Lạc Việt-Âu Việt (Thế kỷ 3 TCN, khoảng 258 TCN - 257 TCN) | Văn Lang (Lạc Việt) thời Hùng Vương | Âu Việt của Thục Phán | Thay đổi lãnh thổ và triều đại - Đất đai Văn Lang sáp nhập vào nhà nước của người Âu Việt - Thục Phán lên ngôi - Nước Âu Lạc và Nhà Thục thành lập |

### Nhà Thục(257 TCN-207 TCN)
| Xung đột                                           | Nhà Thục                                                                       | Đối phương            | Kết quả                                                                                               |
| -------------------------------------------------- | ------------------------------------------------------------------------------ | --------------------- | --- |
| Chiến tranh Bách Việt-Tần (221 TCN - 214 TCN)      | Các bộ tộc Bách Việt: - Âu Lạc thời Nhà Thục - Mân Việt - Nam Việt - Đông Việt | Nhà Tần               | Thay đổi lãnh thổ - Mân Việt, Nam Việt và Đông Việt bị sáp nhập vào Nhà Tần - Âu Lạc giữ được độc lập |
| Chiến tranh Âu Lạc-Nam Việt (207 TCN hoặc 179 TCN) | Âu Lạc thời Nhà Thục                                                           | Nam Việt của Triệu Đà | Thất bại - Âu Lạc sáp nhập vào Nam Việt                                                               |

### Nhà Triệu(207 TCN-111 TCN)
| Xung đột                           | Nhà Triệu               | Đối phương        | Kết quả                                                                       |
| ---------------------------------- | ----------------------- | ----------------- | ----------------------------------------------------------------------------- |
| Chiến tranh Nam Việt-Hán (111 TCN) | Nam Việt thời Nhà Triệu | Nhà Hán (Tây Hán) | Thất bại - Nam Việt bị sáp nhập vào Nhà Hán - Bắt đầu thời kỳ Bắc thuộc lần 1 |

## Thời kỳ Bắc thuộc lần 1, 2 và 3

### Bắc thuộc lần 1(111 TCN-40 CN)
| Xung đột                       | Giao Chỉ                                                | Đối phương                              | Kết quả |
| ------------------------------ | ------------------------------------------------------- | --------------------------------------- | --- |
| Nổi dậy Tây Vu Vương (111 TCN) | Lực lượng Tây Vu Vương ở Quận Giao Chỉ và Quận Cửu Chân | Nhà Hán (Tây Hán) thời Hán Vũ Đế        | Thất bại - Tây Vu Vương bị giết                                                                                        |
| Khởi nghĩa Hai Bà Trưng (40)   | Lực lượng Hai Bà Trưng ở Quận Giao Chỉ                  | Nhà Hán (Đông Hán) thời Hán Quang Vũ Đế | Chiến thắng - Trưng Trắc tự xưng vua - Nước Lĩnh Nam của Trưng Vương được thành lập - Chấm dứt thời kỳ Bắc thuộc lần 1 |

### Trưng Vương(40-43)
| Xung đột                           | Trưng Vương               | Đối phương         | Kết quả                                                                                             |
| ---------------------------------- | ------------------------- | ------------------ | --------------------------------------------------------------------------------------------------- |
| Chiến tranh Lĩnh Nam-Hán (42 - 43) | Lĩnh Nam thời Trưng Vương | Nhà Hán (Đông Hán) | Thất bại - Hai Bà Trưng tự vẫn - Lĩnh Nam bị sáp nhập vào Nhà Hán - Bắt đầu thời kỳ Bắc thuộc lần 2 |

### Bắc thuộc lần 2(43-541)
| Xung đột                              | Giao Chỉ Giao Châu                                                      | Đối phương         | Kết quả                                                                                                  |
| ------------------------------------- | ----------------------------------------------------------------------- | ------------------ | --- |
| Khởi nghĩa Chu Đạt (157 - 160)        | Lực lượng Chu Đạt ở Quận Cửu Chân                                       | Nhà Hán (Đông Hán) | Thất bại - Khởi nghĩa bị đàn áp                                                                          |
| Khởi nghĩa Lương Long (178 - 181)     | Lực lượng Lương Long ở các quận Giao Chỉ, Cửu Chân, Nhật Nam và Hợp Phố | Nhà Hán (Đông Hán) | Thất bại - Khởi nghĩa bị đàn áp                                                                          |
| Khởi nghĩa Khu Liên (192)             | Lực lượng Khu Liên ở Quận Tượng Lâm                                     | Nhà Hán (Đông Hán) | Chiến thắng - Nước Lâm Ấp của Chăm Pa được thành lập ở phía nam                                          |
| Khởi nghĩa Bà Triệu (248)             | Lực lượng Bà Triệu ở Giao Châu                                          | Đông Ngô           | Thất bại - Bà Triệu tự vẫn                                                                               |
| Chiến dịch Giao-Quảng (268 - 271)     | Đông Ngô                                                                | Nhà Tấn (Tây Tấn)  | Đông Ngô chiến thắng - Đông Ngô thu hồi được Giao Châu                                                   |
| Khởi nghĩa Triệu Chỉ (299)            | Lực lượng Triệu Chỉ ở Quận Cửu Chân                                     | Nhà Tấn (Tây Tấn)  | Thất bại - Khởi nghĩa bị đàn áp                                                                          |
| Nổi loạn Lương Thạc (317 - 323)       | Lực lượng Lương Thạc ở Giao Châu                                        | Nhà Tấn (Đông Tấn) | Thất bại - Nổi loạn bị đánh dẹp                                                                          |
| Xung đột Tấn-Lâm Ấp lần 1 (351 - 359) | Nhà Tấn (Đông Tấn)                                                      | Lâm Ấp             | Nhà Tấn chiến thắng - Lâm Ấp bị tàn phá                                                                  |
| Xung đột Tấn-Lâm Ấp lần 2 (399)       | Nhà Tấn (Đông Tấn)                                                      | Lâm Ấp             | Nhà Tấn chiến thắng - Quân Lâm Ấp bị đẩy lui                                                             |
| Xung đột Tấn-Lâm Ấp lần 3 (413 - 415) | Nhà Tấn (Đông Tấn)                                                      | Lâm Ấp             | Nhà Tấn chiến thắng - Quân Lâm Ấp bị đẩy lui                                                             |
| Xung đột Lưu Tống-Lâm Ấp (445 - 446)  | Nhà Lưu Tống                                                            | Lâm Ấp             | Nhà Lưu Tống chiến thắng - Lâm Ấp suy yếu                                                                |
| Nổi loạn Lý Trường Nhân (468)         | Lực lượng Lý Trường Nhân ở Giao Châu                                    | Nhà Lưu Tống       | Chiến thắng - Nhà Lưu Tống chấp nhận phong Lý Trường Nhân làm Thứ sử Giao Châu                           |
| Khởi nghĩa Lý Bí (541 - 542)          | Lực lượng Lý Bí ở Giao Châu                                             | Nhà Lương          | Chiến thắng - Lý Bí lên ngôi - Nước Vạn Xuân và Nhà Tiền Lý thành lập - Chấm dứt thời kỳ Bắc thuộc lần 2 |

### Nhà Tiền Lý(544-602)
| Xung đột                                 | Nhà Tiền Lý                                  | Đối phương                     | Kết quả                                                                                           |
| ---------------------------------------- | -------------------------------------------- | ------------------------------ | ------------------------------------------------------------------------------------------------- |
| Chiến tranh Vạn Xuân-Lâm Ấp (543)        | Vạn Xuân thời Nhà Tiền Lý - Lý Nam Đế        | Lâm Ấp                         | Chiến thắng - Lâm Ấp bị đánh bại                                                                  |
| Chiến tranh Vạn Xuân-Lương (545 - 550)   | Vạn Xuân thời Nhà Tiền Lý - Triệu Quang Phục | Nhà Lương                      | Chiến thắng - Triệu Quang Phục đánh bại quân Lương và lên ngôi vua nước Vạn Xuân                  |
| Chiến tranh Vạn Xuân-Dã Năng (557 - 571) | Lực lượng Triệu Quang Phục ở Vạn Xuân        | Lực lượng Lý Phật Tử ở Dã Năng | Thay đổi lãnh thổ và ngôi vị - Lý Phật Tử lên ngôi - Dã Năng sáp nhập vào Vạn Xuân                |
| Chiến tranh Vạn Xuân-Tùy (602)           | Vạn Xuân thời Lý Phật Tử                     | Nhà Tùy                        | Thất bại - Lý Phật Tử bị bắt - Vạn Xuân bị sáp nhập vào Nhà Tùy - Bắt đầu thời kỳ Bắc thuộc lần 3 |

### Bắc thuộc lần 3(602-905)
| Xung đột                                   | An Nam Tĩnh Hải quân                       | Đối phương          | Kết quả |
| ------------------------------------------ | ------------------------------------------ | ------------------- | --- |
| Chiến tranh Tùy-Lâm Ấp (605)               | Nhà Tùy                                    | Lâm Ấp              | Nhà Tùy chiến thắng - Lâm Ấp bị Nhà Tùy cai trị trong một thời gian ngắn                                                                                         |
| Khởi nghĩa Lý Tự Tiên - Đinh Kiến (687)    | Lực lượng Lý Tự Tiên và Đinh Kiến ở An Nam | Nhà Đường           | Thất bại - Khởi nghĩa bị đàn áp |
| Khởi nghĩa Mai Thúc Loan (713 - 723)       | Lực lượng Mai Thúc Loan ở An Nam           | Nhà Đường           | Thất bại - Mai Thúc Loan rút chạy vào rừng, sau bệnh mất |
| Khởi Nghĩa Phùng Hưng (766 -791)           | Lực lượng Phùng Hưng ở An Nam              | Nhà Đường           | Thất bại - Phùng Hưng mất sớm, sau con là Phùng An đầu hàng Nhà Đường                                                                                            |
| Xung đột Đường-Java (767)                  | Nhà Đường                                  | Java thời Sailendra | Nhà Đường chiến thắng - Nhà Đường tái chiếm An Nam |
| Xung đột Hoàn Vương-Java lần 1 (774)       | Hoàn Vương                                 | Java thời Sailendra | Hoàn Vương chiến thắng |
| Xung đột Hoàn Vương-Java lần 2 (787)       | Hoàn Vương                                 | Java thời Sailendra | Hoàn Vương chiến thắng |
| Xung đột Đường-Hoàn Vương lần 1 (803)      | Nhà Đường                                  | Hoàn Vương          | Nhà Đường thất bại - Quân Hoàn Vương chiếm được một phần An Nam                                                                                                  |
| Xung đột Đường-Hoàn Vương lần 2 (809)      | Nhà Đường                                  | Hoàn Vương          | Nhà Đường chiến thắng - Nhà Đường tái chiếm An Nam |
| Khởi nghĩa Dương Thanh (819 - 820)         | Lực lượng Dương Thanh ở An Nam             | Nhà Đường           | Thất bại - Dương Thanh bị bắt giết |
| Xung đột Đường-Nam Chiếu lần 1 (846)       | Nhà Đường                                  | Nam Chiếu           | Nhà Đường chiến thắng - Quân Nam Chiếu bị đẩy lùi |
| Xung đột Đường-Nam Chiếu lần 2 (860 - 861) | Nhà Đường                                  | Nam Chiếu           | Nhà Đường chiến thắng - Quân Nam Chiếu bị đẩy lùi |
| Xung đột Đường-Nam Chiếu lần 3 (863)       | Nhà Đường                                  | Nam Chiếu           | Nhà Đường thất bại - Quân Nam Chiếu chiếm được An Nam |
| Xung đột Đường-Nam Chiếu lần 4 (865 - 866) | Nhà Đường                                  | Nam Chiếu           | Nhà Đường chiến thắng - Nhà Đường tái chiếm An Nam |
| Nổi loạn Khúc Thừa Dụ (905)                | Lực lượng Khúc Thừa Dụ ở Tĩnh Hải quân     | Nhà Đường           | Chiến thắng - Nhà Đường phải chấp nhận phong Khúc Thừa Dụ làm Tiết độ sứ - Họ Khúc xây dựng chính quyền tự chủ của người Việt - Chấm dứt thời kỳ Bắc thuộc lần 3 |

## Thời kỳ tự chủ

### Họ Khúc(905 - 930),Họ Dương(931 - 937) vàHọ Kiều(937 - 938)
| Xung đột                                                  | Họ Khúc Họ Dương                            | Đối phương                           | Kết quả |
| --------------------------------------------------------- | ------------------------------------------- | ------------------------------------ | --- |

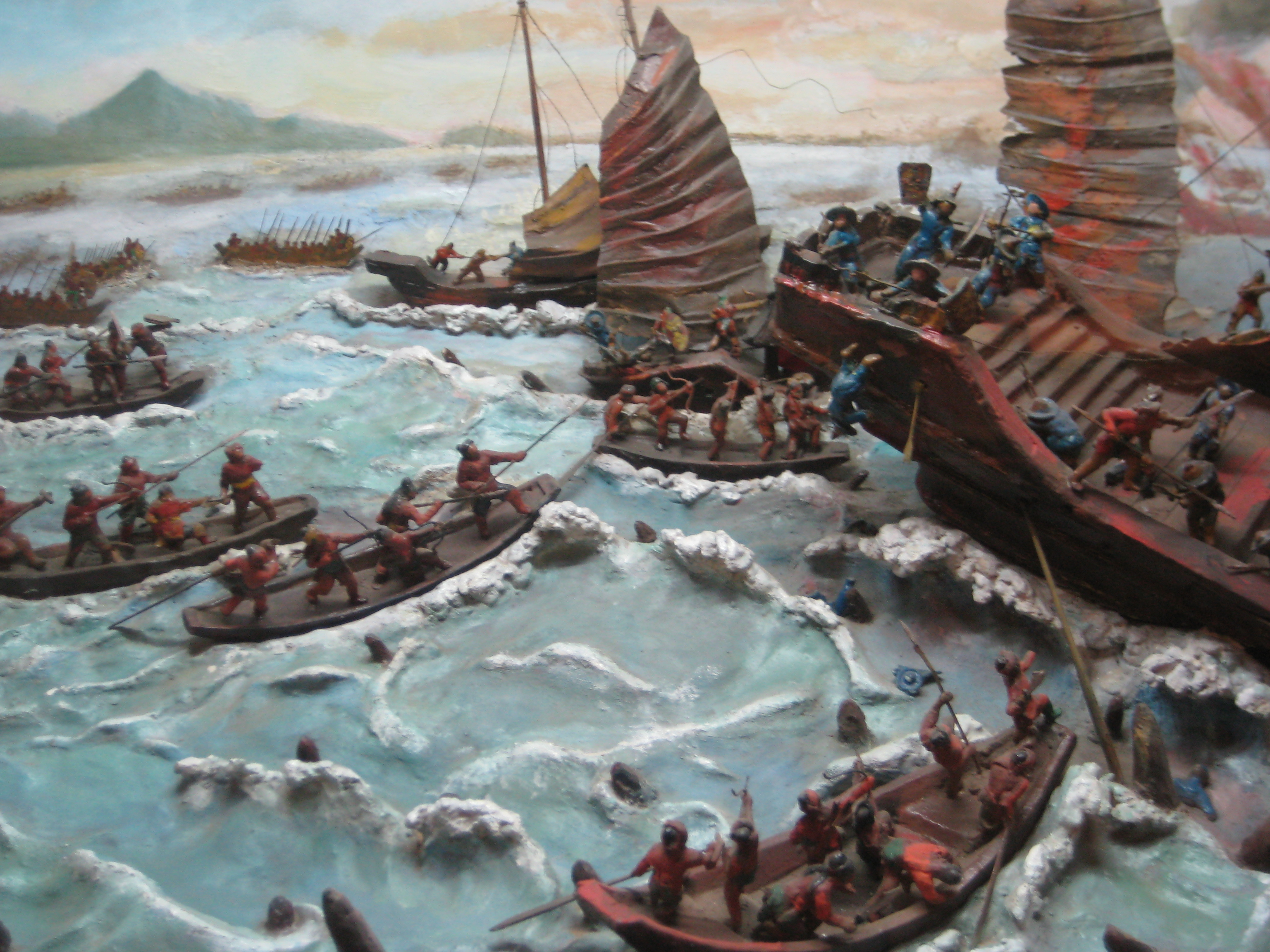
Mô hình chiến thắng Bạch Đằng 938.

| Chiến tranh Tĩnh Hải-Nam Hán lần 1 (930)                  | Tĩnh Hải quân thời Họ Khúc                  | Nhà Nam Hán                          | Thất bại - Khúc Thừa Mỹ bị bắt - Quân Nam Hán kiểm soát Tĩnh Hải quân                                                             |
| Nổi dậy Dương Đình Nghệ (931)                             | Lực lượng Dương Đình Nghệ tại Tĩnh Hải quân | Nhà Nam Hán                          | Chiến thắng - Dương Đình Nghệ tự xưng Tiết độ sứ                                                                                  |
| Chiến tranh Tĩnh Hải-Nam Hán lần 2 (938) (Trận Bạch Đằng) | Lực lượng Ngô Quyền tại Tĩnh Hải quân       | Nhà Nam Hán Lực lượng Kiều Công Tiễn | Chiến thắng - Quân Nam Hán đại bại và rút về nước - Ngô Quyền lên ngôi - Nhà Ngô thành lập - Bắt đầu thời kỳ độc lập của Việt Nam |

## Thời kỳ quân chủ độc lập

### Nhà Ngô(939-965)
| Xung đột                          | Nhà Ngô                                            | Đối phương                                | Kết quả |
| --------------------------------- | -------------------------------------------------- | ----------------------------------------- | --- |
| Loạn Dương Tam Kha (944 - 950)    | Lực lượng Ngô Xương Ngập sau có thêm Ngô Xương Văn | Lực lượng Dương Tam Kha                   | Chiến thắng - Dương Tam Kha bị đánh dẹp - Ngô Xương Văn và Ngô Xương Ngập cùng lên ngôi - Nhà Ngô suy yếu  |
| Loạn hai thôn Đường, Nguyễn (965) | Lực lượng Ngô Xương Văn tại Tĩnh Hải quân          | Lực lượng cát cứ ở hai thôn Đường, Nguyễn | Thất bại - Ngô Xương Văn tử trận - Bắt đầu thời kỳ Loạn 12 sứ quân                                         |
| Loạn 12 sứ quân (965 - 968)       | 12 sứ quân                                         | 12 sứ quân                                | Thay đổi triều đại - Đinh Bộ Lĩnh thống nhất đất nước và lên ngôi - Nước Đại Cồ Việt và Nhà Đinh thành lập |

### Nhà Đinh(968-980)
| Xung đột                           | Nhà Đinh                                  | Đối phương        | Kết quả                                                       |
| ---------------------------------- | ----------------------------------------- | ----------------- | ------------------------------------------------------------- |
| Tranh chấp ngôi vị thời Đinh (979) | Lực lượng Đinh Điền, Nguyễn Bặc, Phạm Hạp | Lực lượng Lê Hoàn | Thay đổi triều đại - Lê Hoàn lên ngôi - Nhà Tiền Lê thành lập |

### Nhà Tiền Lê(980-1009)
| Xung đột                                               | Nhà Tiền Lê                    | Đối phương                                         | Kết quả |
| ------------------------------------------------------ | ------------------------------ | -------------------------------------------------- | --- |
| Chiến tranh Đại Cồ Việt-Tống (981)                     | Đại Cồ Việt thời Lê Đại Hành   | Nhà Tống thời Tống Thái Tông                       | Chiến thắng - Quân Tống đại bại và rút về nước - Nhà Tống chính thức thừa nhận Nhà Tiền Lê                                                                |
| Chiến tranh Đại Cồ Việt-Chiêm Thành lần 1 (982)        | Đại Cồ Việt thời Lê Đại Hành   | Chiêm Thành thời Paramesvaravarman I               | Chiến thắng - Chiêm Thành bị tàn phá |
| Loạn Dương Tiến Lộc (989)                              | Đại Cồ Việt thời Lê Đại Hành   | Lực lượng Dương Tiến Lộc ở hai châu Hoan, Ái       | Chiến thắng - Lực lượng phản loạn của Dương Tiến Lộc ở hai châu Hoan, Ái bị đánh dẹp                                                                      |
| Xung đột biên giới Đại Cồ Việt - Đại Tống (995)        | Đại Cồ Việt thời Lê Đại Hành   | Lực lượng nhà Tống tại trấn Như Hồng và Ung Châu   | Chiến thắng - Thủy quân Đại Cồ Việt cướp phá trấn Như Hồng - Quân Đại Cồ Việt đánh Ung Châu nhưng thất bại - Đại Cồ Việt chấp nhận giảng hòa với nhà Tống |
| Chinh phạt bốn động ở Ma Hoàng (996)                   | Đại Cồ Việt thời Lê Đại Hành   | Lực lượng ở bốn động Đại, Phát, Đan, Ba ở Ma Hoàng | Chiến thắng - Đại Cồ Việt lấy được bốn động Đại, Phát, Đan, Ba ở Ma Hoàng                                                                                 |
| Bình định phản loạn ở Cử Long (1001)                   | Đại Cồ Việt thời Lê Đại Hành   | Lực lượng phản loạn ở Cử Long                      | Chiến thắng - Lực lượng phản loạn ở Cử Long bị đánh dẹp - Đinh Toàn tử trận                                                                               |
| Tranh chấp ngôi vị thời Tiền Lê lần 1 (1005)           | Lực lượng Thái tử Lê Long Việt | Lực lượng Lê Long Tích                             | Xác lập ngôi vị - Lê Long Việt lên ngôi - Lê Long Tích bị giết                                                                                            |
| Tranh chấp ngôi vị thời Tiền Lê lần 2 (1005)           | Lực lượng Lê Long Đĩnh         | Lực lượng Lê Long Cân, Lê Long Kính, Lê Long Đinh  | Xác lập ngôi vị - Lê Long Đĩnh giữ được ngôi vị - Lê Long Kính bị giết - Lê Long Cân và Lê Long Đinh đầu hàng                                             |
| Đánh dẹp người Man ở hai châu Đô Lương, Vị Long (1008) | Đại Cồ Việt thời Lê Long Đĩnh  | Người Man ở hai châu Đô Lương, Vị Long             | Chiến thắng - Lực lượng người Man ở hai châu bị đánh bại                                                                                                  |
| Chinh phạt hai châu Hoan Đường và Thạch Hà (1009)      | Đại Cồ Việt thời Lê Long Đĩnh  | Lực lượng ở hai châu Hoan Đường và Thạch Hà        | Chiến thắng - Lực lượng ở hai châu bị đánh bại |

### Nhà Lý(1009-1225)
| Xung đột                                                           | Nhà Lý | Đối phương                                                                       | Kết quả |
| ------------------------------------------------------------------ | --- | -------------------------------------------------------------------------------- | --- |
| Đánh dẹp giặc Cử Long ở Ái Châu (1011)                             | Đại Cồ Việt thời Lý Thái Tổ | Lực lượng Cử Long ở Ái Châu                                                      | Chiến thắng - Lực lượng Cử Long ở Ái Châu bị đánh dẹp |
| Chiến tranh Đại Cồ Việt-Đại Lý (1014)                              | Đại Cồ Việt thời Lý Thái Tổ | Đại Lý của người Bạch                                                            | Chiến thắng - Đại Cồ Việt chiếm giữ một phần lãnh thổ của Đại Lý |
| Lý Phật Mã dẹp giặc ở Diễn Châu (1026)                             | Đại Cồ Việt thời Lý Thái Tổ | Lực lượng cát cứ ở Diễn Châu                                                     | Chiến thắng - Lực lượng cát cứ ở Diễn Châu bị đánh dẹp |
| Chinh phạt hai châu Thất Nguyên và Văn Châu (1027)                 | Đại Cồ Việt thời Lý Thái Tổ | Lực lượng ở hai châu Thất Nguyên và Văn Châu                                     | Chiến thắng - Lực lượng cát cứ ở hai châu bị đánh dẹp |
| Loạn tam vương thời Lý (1028)                                      | Lực lượng Lý Phật Mã | Lực lượng Đông Chinh vương, Vũ Đức vương, Dực Thánh vương                        | Xác lập ngôi vị - Lý Phật Mã lên ngôi - Vũ Đức vương bị giết - Đông Chinh vương và Dực Thánh vương bỏ trốn                                                                                      |
| Đánh dẹp phản loạn Giáp Đản Nãi ở Ái Châu (1029)                   | Đại Cồ Việt thời Lý Thái Tông                                                                                                  | Lực lượng Giáp Đản Nãi ở Ái Châu                                                 | Chiến thắng - Lực lượng Giáp Đản Nãi ở Ái Châu bị đánh dẹp |
| Loạn Nùng Tồn Phúc (1038 - 1039)                                   | Đại Cồ Việt thời Lý Thái Tông                                                                                                  | Trường Sinh Quốc của Nùng Tồn Phúc                                               | Chiến thắng - Nùng Tồn Phúc bị tiêu diệt |
| Loạn Nùng Trí Cao lần 1 (1041)                                     | Đại Cồ Việt thời Lý Thái Tông                                                                                                  | Lực lượng Nùng Trí Cao ở lãnh thổ ly khai Đại Lịch                               | Chiến thắng - Nùng Trí Cao bị đánh bại nhưng được vua tha tội chết và được giao quyền cai quản các châu, động.                                                                                  |
| Chiến tranh Đại Cồ Việt-Chiêm Thành lần 2 (1044)                   | Đại Cồ Việt thời Lý Thái Tông                                                                                                  | Chiêm Thành                                                                      | Chiến thắng - Chiêm Thành bị tàn phá |
| Chinh phạt Ai Lao (1048)                                           | Đại Cồ Việt thời Lý Thái Tông                                                                                                  | Ai Lao                                                                           | Chiến thắng - Quân Đại Cồ Việt bắt được rất nhiều người và gia súc của Ai Lao |
| Loạn Nùng Trí Cao lần 2 (1048)                                     | Đại Cồ Việt thời Lý Thái Tông                                                                                                  | Lực lượng Nùng Trí Cao ở lãnh thổ ly khai Đại Nam                                | Chiến thắng - Nùng Trí Cao bị đánh bại và xin hàng |
| Loạn Nùng Trí Cao lần 3 (1052 - 1055)                              | - Đại Cồ Việt thời Lý Thái Tông - Đại Việt thời Lý Thánh Tông - Lực lượng Nùng Trí Cao (cầu viện nhà Lý vào tháng 10 năm 1053) | - Lực lượng Nùng Trí Cao - Nhà Tống                                              | Chiến thắng - Nùng Trí Cao bị nhà Tống đánh bại và bị Đại Lý giết - Nhà Lý tiêu diệt hết tàn dư của lực lượng Nùng Trí Cao                                                                      |
| Chinh phạt Khâm Châu của nhà Tống (1059)                           | Đại Việt thời Lý Thánh Tông | Lực lượng nhà Tống tại Khâm Châu                                                 | Chiến thắng - Lực lượng nhà Tống tại Khâm Châu bị đánh bại - Quân Đại Việt thị uy rồi rút về |
| Xung đột biên giới Đại Việt - Đại Tống (1060)                      | Đại Việt thời Lý Thánh Tông | Nhà Tống thời Tống Nhân Tông                                                     | Chiến thắng - Quân Đại Việt bắt được các binh lính bỏ trốn vào đất Tống và tù binh nhà Tống - Quân Tống xâm lấn biên giới Đại Việt nhưng thất bại - Đại Việt không trả lại tù binh cho nhà Tống |
| Xung đột biên giới Đại Việt - Chiêm Thành (1068)                   | Đại Việt thời Lý Thánh Tông | Chiêm Thành thời Chế Củ                                                          | Bất phân thắng bại - Chiêm Thành quấy nhiễu biên giới Đại Việt, sau rút quân về - Khơi mào cho Chiến tranh Đại Việt-Chiêm Thành (1069)                                                          |
| Chiến tranh Đại Việt-Chiêm Thành lần 1 (1069)                      | Đại Việt thời Lý Thánh Tông | Chiêm Thành thời Chế Củ                                                          | Chiến thắng - Chiêm Thành dâng các châu Bố Chính, Ma Linh và Địa Lý cho Đại Việt |
| Xung đột biên giới Đại Việt - Chiêm Thành (1074)                   | Đại Việt thời Lý Nhân Tông | Chiêm Thành thời Harivarman IV                                                   | Thất bại - Quân Chiêm Thành quấy nhiễu biên giới Đại Việt. |
| Chiến tranh Đại Việt-Chiêm Thành (1075)                            | Đại Việt thời Lý Nhân Tông | Chiêm Thành thời Harivarman IV                                                   | Thất bại - Quân do Lý Thường Kiệt lãnh đạo không thắng được Chiêm Thành nên rút về. |
| Chinh phạt Khâm Châu, Liêm Châu, Ung Châu của nhà Tống (1075-1076) | Đại Việt thời Lý Nhân Tông | Lực lượng Nhà Tống tại Khâm Châu, Liêm Châu, Ung Châu                            | Chiến thắng - Quân do Lý Thường Kiệt lãnh đạo đánh phá thành công Khâm Châu, Liêm Châu, Ung Châu, hạ thành, đốt kho tàng                                                                        |
| Chiến tranh Đại Việt-Tống (1075 - 1077)                            | Đại Việt thời Lý Nhân Tông | Nhà Tống thời Tống Thần Tông                                                     | Chiến thắng - Quân Tống đại bại và rút về nước |
| Loạn Lý Giác ở Diễn Châu (1103)                                    | Đại Việt thời Lý Nhân Tông | Lực lượng Lý Giác ở Diễn Châu                                                    | Chiến thắng - Quân do Lý Thường Kiệt lãnh đạo đánh dẹp lực lượng Lý Giác - Lý Giác bỏ trốn sang Chiêm Thành. - Khơi mào cho chiến tranh Đại Việt-Chiêm Thành (1103 - 1104)                      |
| Chiến tranh Đại Việt-Chiêm Thành (1103 - 1104)                     | Đại Việt thời Lý Nhân Tông | Chiêm Thành thời Chế Ma Na                                                       | Chiến thắng - Chiêm Thành cướp phá biên giới Đại Việt năm 1103, đến năm 1104 thì lấy lại 3 châu Địa Lý. - Quân do Lý Thường Kiệt lãnh đạo đánh tan quân Chiêm, lấy lại được 3 châu Địa Lý.      |
| Chiến tranh Đại Việt-Khmer lần 1 (1128)                            | Đại Việt thời Lý Thần Tông | Đế quốc Khmer                                                                    | Chiến thắng - Quân Khmer bị đẩy lùi |
| Chiến tranh Đại Việt-Khmer lần 2 (1132)                            | Đại Việt thời Lý Thần Tông | - Đế quốc Khmer - Chiêm Thành                                                    | Chiến thắng - Quân Khmer bị đẩy lùi |
| Chiến tranh Đại Việt-Khmer lần 3 (1137)                            | Đại Việt thời Lý Thần Tông | Đế quốc Khmer                                                                    | Chiến thắng - Quân Khmer bị đẩy lùi |
| Loạn Bình Vương Thân Lợi (1140-1141)                               | Đại Việt thời Lý Anh Tông | Lực lượng Thân Lợi                                                               | Chiến thắng - Lực lượng phản loạn của Thân Lợi bị đánh dẹp |
| Loạn Đàm Hữu Lượng (1145)                                          | Đại Việt thời Lý Anh Tông | Lực lượng Đàm Hữu Lượng                                                          | Chiến thắng - Lực lượng của Đàm Hữu Lượng ở Đại Việt bị đánh dẹp - Nhà Tống lừa bắt được Hữu Lượng ở Ung Châu                                                                                   |
| Chân Lạp cướp phá Nghệ An (1150)                                   | Đại Việt thời Lý Anh Tông | Chân Lạp                                                                         | Thất bại - Quân Đại Việt không ngăn được Chân Lạp cướp phá Nghệ An. - Quân Chân Lạp do gặp dịch bệnh nên tự tan rã.                                                                             |
| Tranh chấp ngôi vị Chiêm Thành (1152)                              | - Đại Việt thời Lý Anh Tông - Lực lượng Ung Minh Ta Điệp (Vangsaraja)                                                          | Chiêm Thành thời Chế Bì La Bút                                                   | Thất bại - Quân Đại Việt phò tá Ung Minh Ta Điệp bị Chiêm Thành đánh bại. - Ung Minh Ta Điệp chết.                                                                                              |
| Chiêm Thành cướp phá miền Ô Lý (1166)                              | Đại Việt thời Lý Anh Tông | Chiêm Thành                                                                      | Thất bại - Quân Đại Việt không ngăn được quân Chiêm Thành cướp phá. |
| Chinh phạt Chiêm Thành (1167)                                      | Đại Việt thời Lý Anh Tông | Chiêm Thành                                                                      | Chiến thắng - Quân do Tô Hiến Thành lãnh đạo phá được quân Chiêm Thành - Chiêm Thành triều cống và xin hòa                                                                                      |
| Loạn người giáp Cổ Hoằng (1192)                                    | Đại Việt thời Lý Cao Tông | Lực lượng phản loạn người giáp Cổ Hoằng ở Thanh Hóa                              | Chiến thắng - Nổi loạn bị đánh dẹp |
| Quân tị nạn Chiêm Thành cướp phá Nghệ An (1203)                    | Đại Việt thời Lý Cao Tông | Lực lượng Chiêm Thành của vua Vidyanandana (Bố Trì) tị nạn tại Nghệ An - Hà Tĩnh | Thất bại - Quân của xứ Nghệ An gây chiến với Bố Trì bị đánh bại, chỉ huy sứ và châu mục Nghệ An bị Bố Trì giết. - Quân của Bố Trì cướp phá Nghệ An rồi rút chạy.                                |
| Loạn Phí Lang và Bảo Lương ở châu Đại Hoàng (1203 - 1206 ?)        | Đại Việt thời Lý Cao Tông | Lực lượng của Phí Lang và Bảo Lương ở châu Đại Hoàng                             | Thất bại - Quân triều đình cả ba lần đều không đánh dẹp được lực lượng nổi loạn. - Sử không chép về kết cục của lực lượng nổi loạn này.                                                         |
| Loạn người Man ở núi Tản Viên (1207)                               | Đại Việt thời Lý Cao Tông | Lực lượng người Man ở núi Tản Viên.                                              | Thất bại - Quân triều đình không ngăn được quân nổi loạn - Người Man vẫn cát cứ ở núi Tản Viên đến hết thời nhà Lý                                                                              |
| Loạn Đoàn Thượng - Đoàn Chủ (1207-1209)                            | Đại Việt thời Lý Cao Tông | Lực lượng Đoàn Thượng, Đoàn Chủ ở châu Hồng                                      | Chiến thắng - Nổi loạn bị đánh đẹp. Đoàn Chủ tử trận. - Đoàn Thượng thua chạy, sau đó liên kết với Phạm Du và thành tướng của Lý Huệ Tông                                                       |
| Loạn Phạm Du (1209)                                                | Đại Việt thời Lý Cao Tông: - Lực lượng Phạm Bỉnh Di                                                                            | Lực lượng Phạm Du ở châu Nghệ An                                                 | Chiến thắng: - Lực lượng Phạm Du ở châu Nghệ An bị đánh dẹp. Phạm Du hàng triều đình và vu khống Phạm Bỉnh Di. - Khởi đầu Loạn Quách Bốc.                                                       |
| Loạn Quách Bốc (1209)                                              | Đại Việt thời Lý Cao Tông | Lực lượng Quách Bốc                                                              | Chiến thắng - Nổi loạn bị đánh dẹp - Nhà Lý suy yếu |
| Loạn Nguyễn Nộn (1213 - 1219)                                      | - Đại Việt thời Lý Huệ Tông - Lực lượng Trần Tự Khánh                                                                          | Lực lượng Nguyễn Nộn                                                             | Chiến thắng - Nổi loạn bị đánh dẹp - Nhà Lý suy yếu |
| Loạn Đoàn Thượng (1214-1217)                                       | - Đại Việt thời Lý Huệ Tông - Lực lượng Trần Tự Khánh                                                                          | Lực lượng Đoàn Thượng                                                            | Bất phân thắng bại - Đoàn Thượng chiếm cứ Bắc Giang của lực lượng Trần Tự Khánh - Đoàn Thượng tạm quy hàng triều đình và cai quản châu Hồng.                                                    |

### Nhà Trần(1226-1400)
| Xung đột                                                             | Nhà Trần                                                                                     | Đối phương                                                             | Kết quả |
| -------------------------------------------------------------------- | -------------------------------------------------------------------------------------------- | ---------------------------------------------------------------------- | --- |
| Trần Thủ Độ đánh dẹp cát cứ Nguyễn Nộn và Đoàn Thượng (1226)         | Đại Việt thời Trần Thái Tông                                                                 | - Lực lượng Đoàn Thượng ở châu Hồng - Lực lượng Nguyễn Nộn ở Bắc Giang | Thất bại - Quân do Trần Thủ Độ lãnh đạo không đánh dẹp được cả hai lực lượng cát cứ - Nhà Trần phong tước cho cả Đoàn Thượng và Nguyễn Nộn                                |
| Xung đột Nguyễn Nộn - Đoàn Thượng (1228)                             | - Lực lượng Đoàn Thượng ở châu Hồng - Lực lượng Nguyễn Nộn ở Bắc Giang                       | - Lực lượng Đoàn Thượng ở châu Hồng - Lực lượng Nguyễn Nộn ở Bắc Giang | Nguyễn Nộn chiến thắng - Nguyễn Nộn phá được lực lượng cát cứ Đoàn Thượng tại châu Hồng. - Nguyễn Nộn được nhà Trần phong tước.                                           |
| Loạn Trần Liễu (1237)                                                | Đại Việt thời Trần Thái Tông                                                                 | Lực lượng Trần Liễu ở sông Cái                                         | Chiến thắng - Lực lượng của Trần Liễu bị đánh bại và đều bị giết - Trần Liễu được Thái Tông xin Trần Thủ Độ tha mạng và được phong đất cai quản.                          |
| Chiến tranh Đại Việt-Chiêm Thành lần 2 (1252)                        | Đại Việt thời Trần Thái Tông                                                                 | Chiêm Thành thời Bố Da La                                              | Chiến thắng - Chiêm Thành thần phục Đại Việt |
| Chiến tranh Đại Việt-Nguyên Mông lần 1 (1258)                        | Đại Việt thời Trần Thái Tông                                                                 | Đế quốc Mông Cổ                                                        | Chiến thắng - Quân Mông Cổ đại bại và rút về nước - Nhà Trần đồng ý triều cống cho Mông Cổ                                                                                |
| Bình định phản loạn Trịnh Giác Mật ở đạo Đà Giang - Ngưu Hống (1280) | Đại Việt thời Trần Nhân Tông                                                                 | Lực lượng người Man của Trịnh Giác Mật ở đạo Đà Giang - Ngưu Hống      | Chiến thắng - Trịnh Giác Mật quy hàng theo lời của Trần Nhật Duật mà triều đình không phải động binh                                                                      |
| Chiến tranh Đại Việt-Nguyên Mông lần 2 (1285)                        | - Đại Việt thời Trần Nhân Tông - Chiêm Thành                                                 | Nhà Nguyên                                                             | Chiến thắng - Quân Nguyên đại bại và rút về nước |
| Chiến tranh Đại Việt-Nguyên Mông lần 3 (1287 - 1288)                 | Đại Việt thời Trần Nhân Tông                                                                 | Nhà Nguyên                                                             | Chiến thắng - Quân Nguyên đại bại và phải từ bỏ ý đồ xâm lược Đại Việt |
| Chiến tranh Đại Việt-Ai Lao lần 1 (1294)                             | Đại Việt thời Trần Nhân Tông                                                                 | Muang Sua                                                              | Chiến thắng Chiếm được một phần mà ngày nay là phía đông tỉnh Xiêng Khoảng                                                                                                |
| Chiến tranh Đại Việt-Ai Lao lần 2 (1297)                             | Đại Việt thời Trần Anh Tông                                                                  | Muang Sua                                                              | Chiến thắng Chiếm được một phần mà ngày nay là phía đông tỉnh Xiêng Khoảng                                                                                                |
| Chiến tranh Đại Việt-Ai Lao lần 3 (1301)                             | Đại Việt thời Trần Anh Tông                                                                  | Muang Sua                                                              | Chiến thắng Chiếm được một phần mà ngày nay là phía đông tỉnh Xiêng Khoảng                                                                                                |
| Chiến tranh Đại Việt-Chiêm Thành lần 3 (1311)                        | Đại Việt thời Trần Anh Tông                                                                  | Chiêm Thành thời Chế Chí                                               | Chiến thắng - Chế Chí bị bắt - Nhà Trần lập Chế Năng làm vua chư hầu cho Đại Việt                                                                                         |
| Chiến tranh Đại Việt-Chiêm Thành lần 4 (1318)                        | Đại Việt thời Trần Minh Tông                                                                 | Chiêm Thành thời Chế Năng                                              | Chiến thắng - Chế Năng bỏ chạy sang Majapahit (Java) |
| Dẹp giặc Ngưu Hống (1337)                                            | Đại Việt thời Trần Minh Tông                                                                 | Lực lượng Ngưu Hống ở Đà Giang                                         | Chiến thắng - Quân Ngưu Hống bị đánh dẹp, tù trưởng Xa Phần bị chém |
| Tranh chấp ngôi vị Chiêm Thành (1353)                                | - Đại Việt thời Trần Dụ Tông - Lực lượng Chiêm Thành tị nạn tại Đại Việt của vương tử Chế Mỗ | Chiêm Thành thời Trà Hòa                                               | Thất bại - Quân Đại Việt gặp trở ngại về hậu cần nên rút về - Chế Mỗ tị nạn tại Đại Việt đến khi mất                                                                      |
| Chiêm Thành cướp phá Hóa Châu (1353)                                 | Đại Việt thời Trần Dụ Tông                                                                   | Chiêm Thành thời Trà Hòa                                               | Thất bại - Quân Chiêm Thành cướp phá Hóa Châu rồi rút về - Triều đình sau đó cử Trương Hán Siêu trấn thủ Hóa Châu                                                         |
| Chiêm Thành cướp phá cửa biển Dĩ Lý (1361)                           | Đại Việt thời Trần Dụ Tông                                                                   | Chiêm Thành thời Chế Bồng Nga                                          | Chiến thắng - Quân Đại Việt tại cửa biển Dĩ Lý đánh tan quân Chiêm Thành                                                                                                  |
| Chiêm Thành cướp phá Hóa Châu (1362)                                 | Đại Việt thời Trần Dụ Tông                                                                   | Chiêm Thành thời Chế Bồng Nga                                          | Thất bại - Quân Đại Việt không ngăn được quân Chiêm Thành cướp phá Hóa Châu                                                                                               |
| Chiêm Thành cướp phá Hóa Châu (1365)                                 | Đại Việt thời Trần Dụ Tông                                                                   | Chiêm Thành thời Chế Bồng Nga                                          | Thất bại - Quân Đại Việt không ngăn được quân Chiêm Thành cướp phá Hóa Châu                                                                                               |
| Chiêm Thành cướp phá phủ Lâm Bình (1366)                             | Đại Việt thời Trần Dụ Tông                                                                   | Chiêm Thành thời Chế Bồng Nga                                          | Chiến thắng - Quan phủ Lâm Bình đánh bại giặc cướp Chiêm Thành. |
| Chiến tranh Đại Việt-Chiêm Thành lần 5 (1367 - 1368)                 | Đại Việt thời Trần Nghệ Tông                                                                 | Chiêm Thành thời Chế Bồng Nga                                          | Thất bại - Quân Đại Việt bị phục kích và thiệt hại nặng |
| Tranh chấp ngôi vị thời Trần (1369 - 1370)                           | Lực lượng Dương Nhật Lễ                                                                      | Lực lượng Trần Phủ                                                     | Thay đổi ngôi vị - Dương Nhật Lễ bị phế - Trần Phủ lên ngôi |
| Chiến tranh Đại Việt-Chiêm Thành lần 6 (1371)                        | Đại Việt thời Trần Nghệ Tông                                                                 | Chiêm Thành thời Chế Bồng Nga                                          | Thất bại - Quân Chiêm Thành cướp phá Thăng Long |
| Chiến tranh Đại Việt-Chiêm Thành lần 7 (1377)                        | Đại Việt thời Trần Duệ Tông                                                                  | Chiêm Thành thời Chế Bồng Nga                                          | Thất bại - Trần Duệ Tông tử trận - Quân Chiêm Thành cướp phá Thăng Long                                                                                                   |
| Chiến tranh Đại Việt-Chiêm Thành lần 8 (1378)                        | Đại Việt thời Trần Phế Đế                                                                    | Chiêm Thành thời Chế Bồng Nga                                          | Thất bại - Quân Chiêm Thành cướp phá Thăng Long |
| Chiến tranh Đại Việt-Chiêm Thành lần 8 (1380)                        | Đại Việt thời Trần Phế Đế                                                                    | Chiêm Thành thời Chế Bồng Nga                                          | Bất phân thắng bại - Chiêm Thành cùng quân phản nghịch ở Tân Bình, Thuận Hóa cướp phá Nghệ An, Diễn Châu, Thanh Hóa - Quân Chiêm Thành bị Đại Việt đánh bại, phải rút lui |
| Chiến tranh Đại Việt-Chiêm Thành lần 9 (1382 - 1383)                 | Đại Việt thời Trần Phế Đế                                                                    | Chiêm Thành thời Chế Bồng Nga                                          | Chiến thắng - Quân Chiêm Thành bị đẩy lùi |
| Chiến tranh Đại Việt-Chiêm Thành lần 10 (1389 - 1390)                | Đại Việt thời Trần Thuận Tông                                                                | Chiêm Thành thời Chế Bồng Nga                                          | Chiến thắng - Chế Bồng Nga tử trận - Chiêm Thành thần phục Đại Việt - Nhà Trần suy yếu                                                                                    |
| Xung đột biên giới Đại Việt-Chiêm Thành (1391)                       | Đại Việt thời Trần Thuận Tông                                                                | Chiêm Thành thời Simhavarman VI                                        | Thất bại - Quân Đại Việt tiến sang đất Chiêm nhưng bị quân Chiêm Thành mai phục, đánh tan                                                                                 |
| Chinh phạt Chiêm Thành (1396)                                        | Đại Việt thời Trần Thuận Tông                                                                | Chiêm Thành thời Simhavarman VI                                        | Chiến thắng - Quân Đại Việt chiến thắng, bắt được tướng Chiêm. |
| Dẹp giặc cỏ áo đỏ ở trấn Tuyên Quang (1397)                          | Đại Việt thời Trần Thuận Tông                                                                | Giặc cỏ áo đỏ ở trấn Tuyên Quang                                       | Chiến thắng - Giặc cỏ bị đánh dẹp - Phạm Cự Luận tử trận, được truy phong tước                                                                                            |

### Nhà Hồ(1400-1407)
| Xung đột                                     | Nhà Hồ                     | Đối phương                                                      | Kết quả                                                                                                   |
| -------------------------------------------- | -------------------------- | --------------------------------------------------------------- | --- |
| Chiến tranh Đại Ngu-Chiêm Thành lần 1 (1400) | Đại Ngu thời Hồ Quý Ly     | Chiêm Thành thời Indravarman VI                                 | Thất bại - Quân Đại Việt phải rút lui                                                                     |
| Chiến tranh Đại Ngu-Chiêm Thành lần 2 (1402) | Đại Ngu thời Hồ Hán Thương | Chiêm Thành thời Indravarman VI                                 | Chiến thắng - Chiêm Thành dâng Chiêm Động và Cổ Lũy cho Đại Ngu                                           |
| Chiến tranh Đại Ngu-Chiêm Thành lần 3 (1403) | Đại Ngu thời Hồ Hán Thương | Chiêm Thành thời Indravarman VI                                 | Thất bại - Quân Đại Việt không hạ được Chà Bàn và rút về - Chiêm Thành cầu cứu Nhà Minh                   |
| Chiến tranh Đại Ngu-Chiêm Thành lần 4 (1407) | Đại Ngu thời Hồ Hán Thương | Chiêm Thành thời Indravarman VI                                 | Thất bại - Chiêm Thành chiếm lại được Chiêm Động và Cổ Lũy với sự hỗ trợ của quân Minh                    |
| Chiến tranh Đại Ngu-Minh (1406 - 1407)       | Đại Ngu thời Hồ Hán Thương | - Nhà Minh thời Minh Thành Tổ - Chiêm Thành thời Indravarman VI | Thất bại - Hồ Hán Thương bị bắt giết - Đại Ngu bị sáp nhập vào Nhà Minh - Bắt đầu thời kỳ Bắc thuộc lần 4 |

## Thời kỳ Bắc thuộc lần 4

### Bắc thuộc lần 4(1407-1427)
| Xung đột                              | Giao Chỉ                           | Đối phương            | Kết quả |
| ------------------------------------- | ---------------------------------- | --------------------- | --- |
| Khởi nghĩa Nhà Hậu Trần (1407 - 1414) | Lực lượng Hậu Trần tại Giao Chỉ    | Nhà Minh              | Thất bại - Khởi nghĩa bị đàn áp                                                                                            |
| Khởi nghĩa Nông Văn Lịch (1410)       | Lực lượng Nông Văn Lịch ở Lạng Sơn | Nhà Minh              | Thất bại - Khởi nghĩa bị đàn áp                                                                                            |
| Khởi nghĩa Nguyễn Liễu (1410)         | Lực lượng Nguyễn Liễu ở Nam Hà     | Nhà Minh              | Thất bại - Khởi nghĩa bị đàn áp                                                                                            |
| Khởi nghĩa Lam Sơn (1418 - 1427)      | Lực lượng Lam Sơn tại Giao Chỉ     | - Nhà Minh - Lan Xang | Chiến thắng - Quân Minh đại bại và rút về nước - Chấm dứt thời kỳ Bắc thuộc lần 4 - Lê Lợi lên ngôi - Nhà Hậu Lê thành lập |

## Thời kỳ quân chủ trung hưng

### Nhà Hậu Lê- giai đoạnLê sơ(1428-1527)
| Xung đột                                          | Nhà Hậu Lê                                | Đối phương                                           | Kết quả |
| ------------------------------------------------- | ----------------------------------------- | ---------------------------------------------------- | --- |
| Loạn Đèo Cát Hãn (1431 - 1432)                    | Đại Việt thời Lê Thái Tổ                  | Lực lượng Đèo Cát Hãn                                | Chiến thắng - Nổi loạn bị đánh dẹp - Đèo Cát Hãn bị bắt |
| Chiêm Thành cướp phá châu Hóa và Cửa Việt (1434)  | Đại Việt thời Lê Thái Tông                | Chiêm Thành thời Bố Đề                               | Chiến thắng - Quân dân địa phương đánh đại giặc cướp Chiêm Thành |
| Nổi loạn ở châu Phục Lễ (1439)                    | Đại Việt thời Lê Thái Tông                | - Lực lượng người man họ Cầm ở châu Phục Lễ - Ai Lao | Chiến thắng - Lực lượng nổi loạn ở châu Phục Lễ và quân Ai Lao bị đánh bại. |
| Chiến tranh Đại Việt-Chiêm Thành lần 11 (1446)    | Đại Việt thời Lê Nhân Tông                | Chiêm Thành                                          | Chiến thắng - Bí Cai bị bắt |
| Nổi loạn của các thổ tù ở trấn Tuyên Quang (1448) | Đại Việt thời Lê Nhân Tông                | Lực lượng của các thổ tù ở trấn Tuyên Quang          | Chiến thắng - Lực lượng phản loạn ở trấn Tuyên Quang bị đánh dẹp |
| Tranh chấp ngôi vị thời Lê sơ lần 1 (1459)        | Lực lượng Lê Nghi Dân                     | Lực lượng Lê Nhân Tông                               | Thay đổi ngôi vị - Lê Nhân Tông bị phế - Lê Nghi Dân tự xưng đế |
| Tranh chấp ngôi vị thời Lê sơ lần 2 (1459 - 1460) | Lê Nghi Dân                               | Lực lượng Nguyễn Xí, Đinh Liệt, Lê Lăng              | Thay đổi ngôi vị - Lê Nghi Dân bị phế - Các đại thần tôn Lê Tư Thành lên ngôi |
| Chiến tranh Đại Việt-Lan Xang (1467)              | Đại Việt thời Lê Thánh Tông               | - Lan Xang - Lực lượng của Cầm Đồng ở mán Ngưu Hống  | Chiến thắng - Quân Lan Xang và Ngưu Hống bị đánh bại |
| Chiến tranh Đại Việt-Chiêm Thành lần 12 (1471)    | Đại Việt thời Lê Thánh Tông               | Chiêm Thành                                          | Chiến thắng - Chiêm Thành suy vong - Miền bắc Chiêm Thành sáp nhập vào Đại Việt |
| Chiến tranh Đại Việt-Lan Xang (1479 - 1480)       | Đại Việt thời Lê Thánh Tông               | - Lan Xang - Lan Na - Bồn Man                        | Bất phân thắng bại - Quân Đại Việt tàn phá kinh thành Luang Phrabang và Xiangkhouang rồi rút về - Lan Xang liên minh chặt chẽ hơn với Lan Na - Bồn Man lệ thuộc vào Đại Việt                                              |
| Tranh chấp ngôi vị thời Lê sơ lần 3 (1509)        | Lực lượng Lê Uy Mục                       | Lực lượng Lê Oanh                                    | Thay đổi ngôi vị - Lê Uy Mục bị phế - Lê Oanh lên ngôi |
| Loạn Trần Tuân (1511 - 1512)                      | Đại Việt thời Lê Tương Dực                | Lực lượng Trần Tuân                                  | Chiến thắng - Nổi loạn bị đánh dẹp - Nhà Hậu Lê suy yếu |
| Khởi nghĩa Phùng Chương (1515)                    | Đại Việt thời Lê Tương Dực                | Lực lượng Phùng Chương ở Tam Đảo                     | Chiến thắng - Quân do Trịnh Duy Sản lãnh đạo đánh dẹp được khởi nghĩa. |
| Loạn Trịnh Duy Sản (1516)                         | Lực lượng Lê Tương Dực                    | Lực lượng Trịnh Duy Sản, Lê Y                        | Thay đổi ngôi vị - Lê Tương Dực bị phế - Trịnh Duy Sản đưa Lê Y lên ngôi - Nhà Hậu Lê suy yếu |
| Loạn Trần Cảo (1516 - 1521)                       | Đại Việt thời Lê Tương Dực, Lê Chiêu Tông | Lực lượng Trần Cảo                                   | Chiến thắng - Trần Cảo bỏ chạy - Trịnh Duy Sản tử trận - Nhà Hậu Lê bắt đầu loạn lạc |
| Loạn Trịnh Tuy (1518 - 1522)                      | Lực lượng Lê Chiêu Tông, Mạc Đăng Dung    | Lực lượng Trịnh Tuy, Lê Bảng, Lê Do                  | Thay đổi ngôi vị - Trịnh Tuy đưa Lê Bảng rồi Lê Do lên ngôi trong thời gian ngắn ngủi - Mạc Đăng Dung trở thành quyền thần - Lê Chiêu Tông sau bỏ sang phe Trịnh Tuy                                                      |
| Loạn Mạc Đăng Dung (1522 - 1526)                  | Lực lượng Mạc Đăng Dung, Lê Cung Hoàng    | Lực lượng Trịnh Tuy, Lê Chiêu Tông                   | Thay đổi ngôi vị và triều đại - Mạc Đăng Dung đưa Lê Xuân lên ngôi, tức vua Lê Cung Hoàng - Lê Chiêu Tông bị bắt giết, Lê Cung Hoàng sau bị phế - Mạc Đăng Dung dẹp tan các quân nổi loạn và lên ngôi - Nhà Mạc thành lập |

Trong giai đoạn này, ở Việt Nam xuất hiện 3 Triều đại bao gồm: Nhà Mạc (1527 - 1677), Nhà Lê trung hưng (1533 - 1789) và Nhà Tây Sơn (1778 - 1802). Ngoài ra còn có 3 tập đoàn quân phiệt cát cứ gồm: Chúa Trịnh (1545-1787), Chúa Nguyễn (1558-1802) và Chúa Bầu (1527-1699).

### Nhà Mạc(1527-1677)
| Xung đột                                          | Nhà Mạc                                    | Đối phương                                                                          | Kết quả |
| ------------------------------------------------- | ------------------------------------------ | ----------------------------------------------------------------------------------- | --- |
| Nổi dậy Lê Ý (1528-1530)                          | Đại Việt thời Mạc Thái Tổ và Mạc Thái Tông | Lực lượng của Lê Ý                                                                  | Chiến thắng - Lực lượng Lê Ý bị đánh bại |
| Nổi dậy của cựu thần nhà Lê (1531)                | Đại Việt thời Mạc Thái Tông                | Lực lượng của các cựu thần nhà Lê                                                   | Chiến thắng - Nổi dậy bị đánh dẹp |
| Nổi dậy của Hùng Sơn (1531)                       | Đại Việt thời Mạc Thái Tông                | Lực lượng của Hùng Sơn ở Thanh Hoa                                                  | Chiến thắng - Nổi dậy bị đánh bại và tự tan rã |
| Chiến tranh Lê-Mạc lần 1 (1533 - 1592)            | Bắc triều thời Nhà Mạc                     | - Nam triều thời Nhà Lê trung hưng - Chúa Trịnh - Lực lượng Nguyễn Hoàng - Chúa Bầu | Thay đổi triều đại - Nhà Hậu Lê chiếm được Đông Kinh - Bắt đầu giai đoạn Lê trung hưng - Tàn dư Nhà Mạc rút lên cát cứ ở Cao Bằng - Họ Trịnh và Nguyễn Hoàng trở thành quyền thần |
| Tranh chấp ngôi vị thời Mạc (1546 - 1547)         | Lực lượng Mạc Phúc Nguyên                  | Lực lượng Mạc Chính Trung                                                           | Xác lập ngôi vị - Mạc Phúc Nguyên lên ngôi - Mạc Chính Trung bỏ chạy sang Trung Quốc - Nhà Mạc suy yếu                                                                            |
| Phạm Tử Nghi đánh phá Khâm Châu, Liêm châu (1549) | Lực lượng Phạm Tử Nghi                     | Lực lượng nhà Minh tại Khâm Châu, Liêm châu                                         | Thất bại - Phạm Tử Nghi không đòi lại được Mạc Chính Trung và bị quân Minh đánh bại                                                                                               |

### Nhà Hậu Lê- giai đoạnLê trung hưng(1533-1789)
| Xung đột                               | Nhà Hậu Lê                                                | Đối phương                            | Kết quả |
| -------------------------------------- | --------------------------------------------------------- | ------------------------------------- | --- |
| Chiến tranh Lê-Mạc lần 2 (1592 - 1677) | - Nhà Lê trung hưng - Chúa Trịnh - Chúa Nguyễn (đến 1600) | Nhà Mạc ở Cao Bằng Chúa Bầu (từ 1594) | Chiến thắng - Tàn dư Nhà Mạc chấm dứt - Nhà Hậu Lê khôi phục hoàn toàn lãnh thổ - Tiếp tục thời kỳ Trịnh-Nguyễn phân tranh |

#### Chúa Trịnh-Đàng Ngoài(1545-1787)
| Xung đột                                                      | Chúa Trịnh                                                                         | Đối phương                                                             | Kết quả |
| ------------------------------------------------------------- | ---------------------------------------------------------------------------------- | ---------------------------------------------------------------------- | --- |
| Loạn Chúa Bầu (1594 - 1699)                                   | Đàng Ngoài thời Chúa Trịnh                                                         | Chúa Bầu                                                               | Chiến thắng - Chúa Bầu bị tiêu diệt |
| Giặc thổ Lộc Châu xâm phạm châu Tư Lăng của Trung Quốc (1605) | - Đàng Ngoài thời Lê Kính Tông và Trịnh Tùng - Lực lượng nhà Minh tại châu Tư Lăng | Giặc thổ ở Lộc Châu của Vi Đạt Lễ                                      | Chiến thắng - Giặc thổ bị đánh dẹp |
| Đánh dẹp đảng ngụy ở Vũ Nhai (1618)                           | Đàng Ngoài thời Lê Kính Tông và Trịnh Tùng                                         | Lực lượng đảng ngụy ở Vũ Nhai                                          | Chiến thắng - Đảng ngụy bị đánh dẹp |
| Loạn Trịnh Xuân (1623)                                        | - Đàng Ngoài thời Lê Thần Tông và Trịnh Tùng - Lực lượng thân cận của Trịnh Tráng  | Lực lượng thân cận của Trịnh Xuân                                      | Chiến thắng - Nổi loạn bị đánh dẹp, Trịnh Xuân bị xử tử. |
| Loạn Trịnh Lịch, Trịnh Sầm (1645)                             | - Đàng Ngoài thời Trịnh Tráng - Lực lượng thân cận của thế tử Trịnh Tráng          | Lực lượng thân cận của Trịnh Lịch, Trịnh Sầm                           | Chiến thắng - Lực lượng phản loạn bị đánh dẹp - Trịnh Lịch, Trịnh Sầm bị chém                                                                                                 |
| Loạn kiêu binh (1674)                                         | Đàng Ngoài thời Trịnh Tạc                                                          | Lính tam phủ Xứ Thanh - Xứ Nghệ                                        | Chiến thắng - Lính tam phủ nổi loạn bị đánh dẹp |
| Khởi nghĩa Hoàng Công Chất (1739 - 1769)                      | Đàng Ngoài thời Trịnh Giang và Trịnh Doanh                                         | Lực lượng Hoàng Công Chất                                              | Chiến thắng - Khởi nghĩa bị đánh dẹp |
| Khởi nghĩa Đô Tế (1739-1740)                                  | Đàng Ngoài thời Trịnh Giang và Trịnh Doanh                                         | Lực lượng Đô Tế                                                        | Chiến thắng - Khởi nghĩa bị đánh dẹp |
| Khởi nghĩa Vũ Đình Dung (1739-1740)                           | Đàng Ngoài thời Trịnh Giang và Trịnh Doanh                                         | Lực lượng Vũ Đình Dung ở làng Ngân Già                                 | Chiến thắng - Khởi nghĩa bị đánh dẹp |
| Khởi nghĩa Lê Duy Mật (1740 - 1770)                           | Đàng Ngoài thời Trịnh Doanh và Trịnh Sâm                                           | Lực lượng Lê Duy Mật                                                   | Chiến thắng - Khởi nghĩa bị đánh dẹp |
| Chính biến lật đổ chúa Trịnh Giang (1740)                     | Lực lượng hoạn quan trung thành với chúa Trịnh Giang                               | Lực lượng của Nguyễn Quý Cảnh và các quan đại thần tôn phò Trịnh Doanh | Thay đổi ngôi vị - Trịnh Doanh được lập làm chúa - Trịnh Giang bị giam lỏng - Lực lượng hoạn quan phò Trịnh Giang đều bị giết - Không rõ kết cục của hoạn quan Hoàng Công Phụ |
| Loạn kiêu binh (1741)                                         | Đàng Ngoài thời Trịnh Doanh                                                        | Lính tam phủ Xứ Thanh - Xứ Nghệ                                        | Chiến thắng - Lính tam phủ nổi loạn bị đánh dẹp |
| Khởi nghĩa Nguyễn Hữu Cầu (1743 - 1751)                       | Đàng Ngoài thời Chúa Trịnh                                                         | Lực lượng Nguyễn Hữu Cầu                                               | Chiến thắng - Khởi nghĩa bị đánh dẹp |
| Khởi nghĩa Nguyễn Danh Phương (1744 - 1751)                   | Đàng Ngoài thời Chúa Trịnh                                                         | Lực lượng Nguyễn Danh Phương                                           | Chiến thắng - Khởi nghĩa bị đánh dẹp |
| Chiến tranh Đại Việt-Luang Phrabang (1749)                    | Đàng Ngoài thời Chúa Trịnh                                                         | Luang Phrabang                                                         | Thất bại - Quân Trịnh bị đẩy lùi khỏi Luang Prabang |
| Loạn kiêu binh (1782 - 1786)                                  | Đàng Ngoài thời Chúa Trịnh                                                         | Lính tam phủ Xứ Thanh - Xứ Nghệ                                        | Chiến thắng - Lính tam phủ tan rã - Chúa Trịnh suy yếu |

#### Chúa Nguyễn-Đàng Trong(1558-1777)
| Xung đột                                              | Chúa Nguyễn                                                 | Đối phương                                                  | Kết quả |
| ----------------------------------------------------- | ----------------------------------------------------------- | ----------------------------------------------------------- | --- |
| Chiến tranh Đại Việt-Panduranga lần 1 (1611)          | Đàng Trong thời Nguyễn Hoàng                                | Panduranga-Chăm Pa                                          | Chiến thắng - Chúa Nguyễn mở rộng lãnh thổ                                                                   |
| Xung đột Công ty Đông Ấn Hà Lan với Đàng Trong (1643) | Đàng Trong thời Chúa Nguyễn                                 | Công ty Đông Ấn Hà Lan                                      | Chiến thắng - Hạm đội Công ty Đông Ấn Hà Lan bị đánh tan                                                     |
| Chiến tranh Đại Việt-Panduranga lần 2 (1653)          | Đàng Trong thời Chúa Nguyễn                                 | Panduranga-Chăm Pa                                          | Chiến thắng - Chúa Nguyễn mở rộng lãnh thổ                                                                   |
| Chiến tranh Đại Việt-Cao Miên lần 1 (1658)            | Đàng Trong thời Chúa Nguyễn Lực lượng Ang Sur và Ang Tan    | Cao Miên thời Ramathipadi I                                 | Chiến thắng - Ramathipadi I bị bắt                                                                           |
| Chiến tranh Đại Việt-Cao Miên lần 2 (1674)            | Đàng Trong thời Chúa Nguyễn Lực lượng Ang Nan II và Ang Tan | Cao Miên thời Keo Fa II                                     | Chiến thắng - Keo Fa II bỏ chạy - Cao Miên bị chia cắt thành 2 nửa do Ang Nan II và Chey Chettha IV lãnh đạo |
| Chiến tranh Đại Việt-Panduranga lần 3 (1693 - 1697)   | Đàng Trong thời Chúa Nguyễn                                 | Panduranga-Chăm Pa                                          | Thất bại - Quân Nguyễn rút lui - Panduranga-Chăm Pa được quyền tự trị                                        |
| Chiến tranh Đại Việt-Cao Miên lần 3 (1699)            | Đàng Trong thời Chúa Nguyễn                                 | Cao Miên thời Chey Chettha IV                               | Chiến Thắng - Chey Chettha IV xin hàng Chúa Nguyễn                                                           |
| Chiến tranh Đại Việt-Cao Miên lần 4 (1708)            | Lực lượng Ang Em Đàng Trong thời Chúa Nguyễn                | Cao Miên thời Thommo Reachea III Xiêm La thời Nhà Ayutthaya | Chiến thắng - Thommo Reachea III bỏ chạy sang Xiêm La - Ang Em lên ngôi vua Cao Miên                         |
| Chiến tranh Đại Việt-Xiêm La lần 1 (1718)             | Đàng Trong thời Chúa Nguyễn                                 | Xiêm La thời Nhà Ayutthaya                                  | Thất bại - Quân Xiêm cướp phá Hà Tiên                                                                        |
| Chiến tranh Đại Việt-Cao Miên lần 5 (1753 - 1756)     | Đàng Trong thời Chúa Nguyễn                                 | Cao Miên thời Chey Chettha VII                              | Chiến thắng - Chey Chettha VII đầu hàng Chúa Nguyễn                                                          |
| Chiến tranh Đại Việt-Xiêm La lần 2 (1771 - 1772)      | Đàng Trong thời Chúa Nguyễn Lực lượng Outey II              | Xiêm La thời Nhà Thonburi Lực lượng Ang Non II              | Thất bại - Ang Non II lên ngôi vua Cao Miên - Quân Nguyễn rút khỏi Cao Miên - Chúa Nguyễn suy yếu            |
| Khởi nghĩa Tây Sơn (1771 - 1777)                      | Đàng Trong thời Chúa Nguyễn                                 | Lực lượng Tây Sơn                                           | Thay đổi triều đại - Quân Trịnh nam tiến - Chúa Nguyễn bị tiêu diệt - Nhà Tây Sơn thành lập ở Đàng Trong     |

#### Trịnh-Nguyễn phân tranh(1627-1775)
| Xung đột                                    | Chúa Trịnh                                                      | Chúa Nguyễn                        | Kết quả                                                                                                |
| ------------------------------------------- | --------------------------------------------------------------- | ---------------------------------- | --- |
| Trịnh-Nguyễn phân tranh lần 1 (1627)        | Đàng Ngoài thời Trịnh Tráng                                     | Đàng Trong thời Nguyễn Phúc Nguyên | Quân Trịnh thất bại                                                                                    |
| Trịnh-Nguyễn phân tranh lần 2 (1633 - 1640) | Đàng Ngoài thời Trịnh Tráng                                     | Đàng Trong thời Nguyễn Phúc Nguyên | Quân Trịnh thất bại - Quân Nguyễn chiếm được Bố Chính                                                  |
| Trịnh-Nguyễn phân tranh lần 3 (1643)        | Đàng Ngoài thời Trịnh Tráng                                     | Đàng Trong thời Nguyễn Phúc Lan    | Quân Nguyễn thất bại - Quân Trịnh tái chiếm Bắc Bố Chính                                               |
| Trịnh-Nguyễn phân tranh lần 4 (1648)        | Đàng Ngoài thời Trịnh Tráng                                     | Đàng Trong thời Nguyễn Phúc Tần    | Quân Trịnh thất bại - Quân Nguyễn giữ được Nam Bố Chính, truy kích quân Trịnh đến tân sông Gianh.      |
| Trịnh-Nguyễn phân tranh lần 5 (1655 - 1660) | Đàng Ngoài thời Trịnh Tráng và Trịnh Tạc                        | Đàng Trong thời Nguyễn Phúc Tần    | Quân Nguyễn thất bại - Quân Trịnh tái chiếm 7 huyện Nghệ An                                            |
| Trịnh-Nguyễn phân tranh lần 6 (1661 - 1662) | Đàng Ngoài thời Trịnh Tạc                                       | Đàng Trong thời Nguyễn Phúc Tần    | Quân Trịnh thất bại - Quân Nguyễn giữ được Nam Bố Chính                                                |
| Trịnh-Nguyễn phân tranh lần 7 (1672)        | Đàng Ngoài thời Trịnh Tạc                                       | Đàng Trong thời Nguyễn Phúc Tần    | Quân Trịnh thất bại - Quân Nguyễn giữ được Lũy Trấn Ninh                                               |
| Trịnh-Nguyễn phân tranh lần 8 (1774 - 1775) | Đàng Ngoài thời Trịnh Sâm Hỗ trợ: - Lực lượng Tây Sơn (từ 1775) | Đàng Trong thời Nguyễn Phúc Thuần  | Quân Nguyễn thất bại - Quân Trịnh và quân Tây Sơn chiếm được Phú Xuân - Chúa Nguyễn bỏ chạy vào Nam Hà |

### Nhà Tây Sơn(1778-1802)
| Xung đột                                            | Nhà Tây Sơn                                                                     | Đối phương                                                                                           | Kết quả |
| --------------------------------------------------- | ------------------------------------------------------------------------------- | --- | --- |

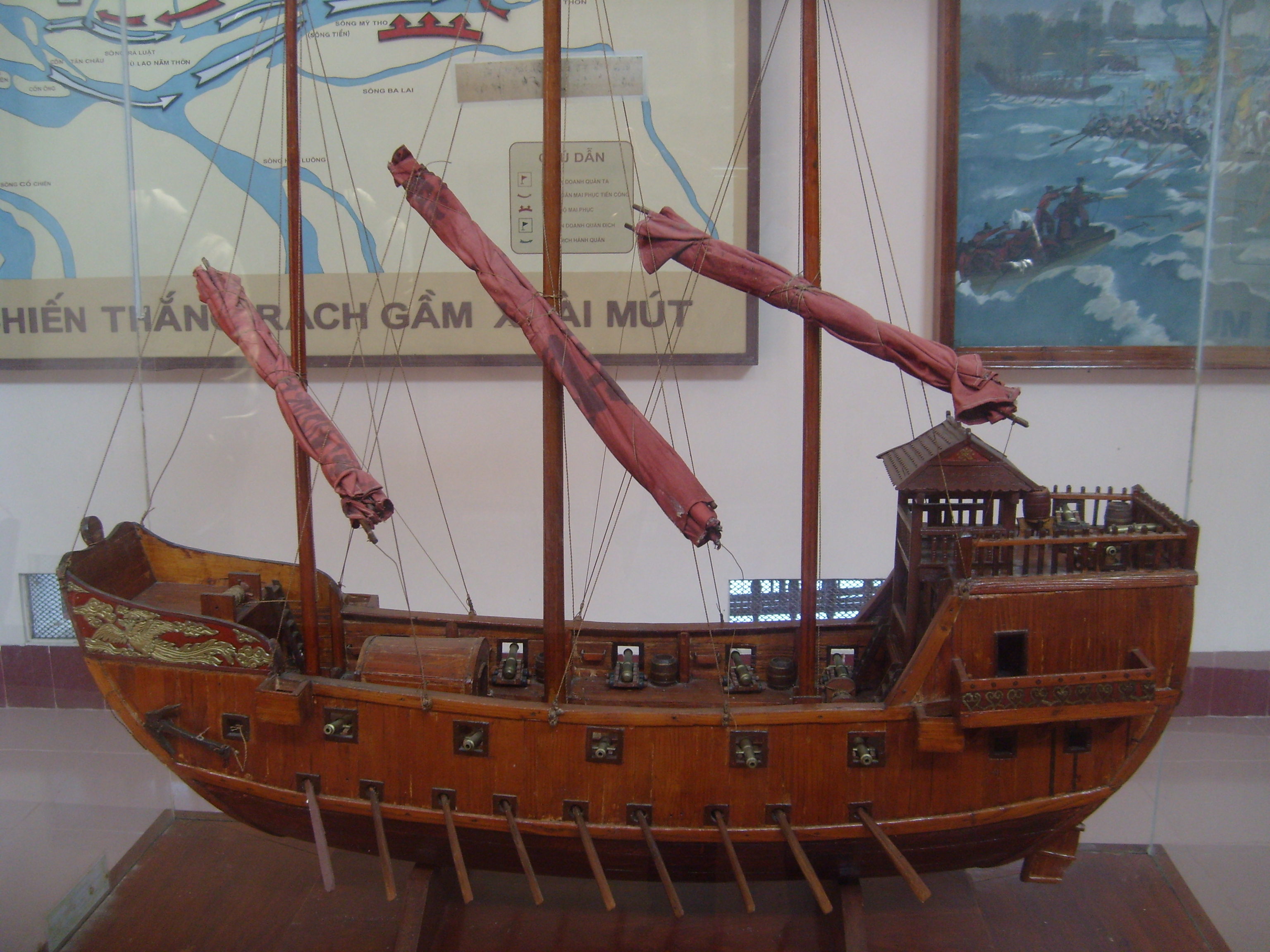
Thuyền Đại Hiệu, một loại thuyền chiến cỡ lớn có trang bị hỏa lực mạnh của thủy quân Tây Sơn (mô hình).

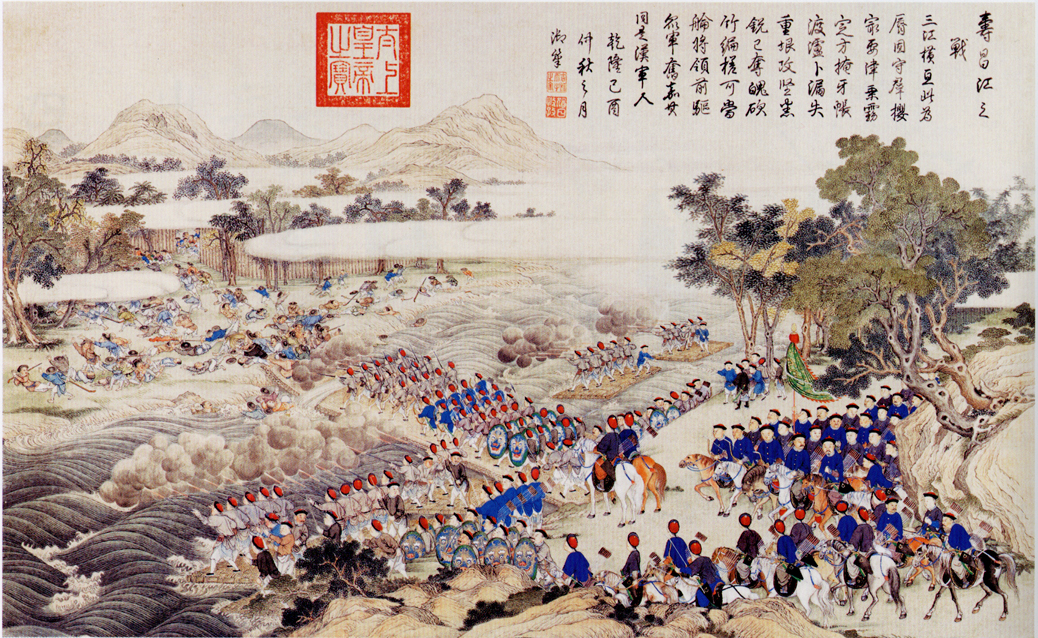
Một bức họa của người Trung Quốc miêu tả cuộc tấn công của Tôn Sĩ Nghị: Quân Thanh vượt sông Thọ Xương (sông Thương) trên đường tiến về Thăng Long, phía xa là quân Tây Sơn đang tháo chạy.

| Chiến tranh Tây Sơn-Chúa Trịnh (1775 - 1786)        | Đàng Trong thời Nhà Tây Sơn                                                     | Đàng Ngoài thời Chúa Trịnh                                                                           | Thay đổi triều đại và lãnh thổ - Chúa Trịnh bị tiêu diệt - Quân Tây Sơn tiến ra Đàng Ngoài nhưng sau đó rút về - Nhà Hậu Lê vẫn cai trị Đàng Ngoài trên danh nghĩa |
| Chiến tranh Tây Sơn-Chúa Nguyễn lần 1 (1777 - 1785) | Đàng Trong thời Nhà Tây Sơn - Hải tặc Trung Hoa - Người Chăm theo Tây Sơn       | Lực lượng Nguyễn Ánh ở Nam Hà Hỗ trợ: - Xiêm La - Binh lính người Pháp - Người Chăm theo Chúa Nguyễn | Thay đổi lãnh thổ - Nguyễn Ánh bỏ chạy sang Xiêm La - Nhà Tây Sơn tái chiếm được Nam Hà                                                                            |
| Chiến tranh Đại Việt-Xiêm La lần 3 (1785)           | Đàng Trong thời Nhà Tây Sơn                                                     | Xiêm La thời Nhà Chakri Lực lượng Nguyễn Ánh                                                         | Chiến thắng - Quân Xiêm bị đánh tan - Nguyễn Ánh bỏ chạy sang Xiêm La                                                                                              |
| Chiến tranh Đại Việt-Cao Miên lần 6 (1785)          | Đàng Trong thời Nhà Tây Sơn                                                     | Cao Miên                                                                                             | Chiến thắng - Cao Miên thần phục Nhà Tây Sơn |
| Xung đột Nguyễn Huệ-Nguyễn Nhạc (1787)              | Lực lượng Nguyễn Huệ ở Phú Xuân                                                 | Lực lượng Nguyễn Nhạc ở Quy Nhơn                                                                     | Bất phân thắng bại - Nguyễn Nhạc và Nguyễn Huệ giảng hòa - Nguyễn Nhạc cho phép Nguyễn Huệ cai quản phía bắc                                                       |
| Chiến tranh Tây Sơn-Lê (1787 - 1789)                | Nhà Tây Sơn                                                                     | Nhà Lê trung hưng Hỗ trợ: - Nhà Thanh                                                                | Thay đổi triều đại - Nhà Tây Sơn chiến thắng và cai quản toàn bộ Bắc Hà - Nhà Lê trung hưng sụp đổ                                                                 |
| Chiến tranh Đại Việt-Thanh (1789)                   | Đại Việt thời Nhà Tây Sơn                                                       | Nhà Thanh Lực lượng Lê Chiêu Thống                                                                   | Chiến thắng - Quân Thanh đại bại và rút về nước - Nhà Hậu Lê chính thức sụp đổ - Nhà Tây Sơn tiến gần đến công cuộc thống nhất đất nước                            |
| Chiến tranh Đại Việt-Viêng Chăn (1791)              | Đại Việt thời Nhà Tây Sơn                                                       | Viêng Chăn Bồn Man                                                                                   | Chiến thắng - Viêng Chăn thần phục Nhà Tây Sơn - Bồn Man sáp nhập vào Đại Việt                                                                                     |
| Chiến tranh Tây Sơn-Chúa Nguyễn lần 2 (1787 - 1802) | Đại Việt thời Nhà Tây Sơn Hỗ trợ: - Hải tặc Trung Hoa - Người Chăm theo Tây Sơn | Lực lượng Nguyễn Ánh ở Nam Hà Hỗ trợ: - Xiêm La - Binh lính người Pháp - Người Chăm theo Chúa Nguyễn | Thay đổi triều đại - Nhà Tây Sơn sụp đổ - Nhà Nguyễn được thành lập và thống nhất đất nước                                                                         |

### Nhà Nguyễn- giai đoạn độc lập (1802-1884)
| Xung đột                                           | Nhà Nguyễn                                                   | Đối phương                                                 | Kết quả |
| -------------------------------------------------- | ------------------------------------------------------------ | ---------------------------------------------------------- | --- |
| Nổi dậy Đá Vách (1803 - 1885)                      | Việt Nam thời Nhà Nguyễn                                     | Dân tộc thiểu số ở Quảng Ngãi                              | Chiến thắng - Nổi dậy bị đánh dẹp |
| Nổi loạn Cao Miên lần 1 (1811 - 1812)              | Cao Miên thời Ang Chan II Hỗ trợ: - Việt Nam thời Gia Long   | Lực lượng Ang Snguon Hỗ trợ: - Xiêm La thời Nhà Chakri     | Chiến thắng - Ang Chan II giữ được ngôi vị - Cao Miên suy yếu và lệ thuộc vào Việt Nam                                                                                        |
| Nổi loạn Cao Miên lần 2 (1820)                     | Cao Miên thời Ang Chan II Hỗ trợ: - Việt Nam thời Nhà Nguyễn | Lực lượng Khmer nổi loạn do Sãi Kế lãnh đạo                | Chiến thắng - Nổi loạn bị đàn áp |
| Nổi dậy Phan Bá Vành (1821 - 1827)                 | Việt Nam thời Minh Mạng                                      | Lực lượng Phan Bá Vành                                     | Chiến thắng - Nổi dậy bị đánh dẹp |
| Nổi dậy Ja Lidong (1822 - 1823)                    | Việt Nam thời Nhà Nguyễn                                     | Lực lượng người Chăm do Ja Lidong lãnh đạo                 | Chiến thắng - Nổi dậy bị đánh dẹp |
| Nổi loạn Ai Lao (1826 - 1828)                      | Viêng Chăn Champasak Hỗ trợ: - Việt Nam thời Nhà Nguyễn      | Xiêm La thời Nhà Chakri                                    | Thất bại - Xiêm La kiểm soát Viêng Chăn và Champasak |
| Nổi dậy Nduai Kabait (1826)                        | Việt Nam thời Nhà Nguyễn                                     | Lực lượng người Chăm do Ndui Kabait lãnh đạo               | Chiến thắng - Nổi dậy bị đánh dẹp |
| Nổi dậy Lê Duy Lương (1832 - 1837)                 | Việt Nam thời Nhà Nguyễn                                     | Lực lượng Lê Duy Lương                                     | Chiến thắng - Nổi dậy bị đánh dẹp |
| Nổi dậy Lê Văn Khôi (1833 - 1835)                  | Việt Nam thời Nhà Nguyễn                                     | Lực lượng Lê Văn Khôi                                      | Chiến thắng - Nổi dậy bị đánh dẹp |
| Chiến tranh Việt Nam-Xiêm La (1833 - 1834)         | Việt Nam thời Nhà Nguyễn                                     | Xiêm La thời Nhà Chakri                                    | Chiến thắng - Xiêm La xin giảng hòa |
| Nổi dậy Nông Văn Vân (1833 - 1835)                 | Việt Nam thời Nhà Nguyễn                                     | Lực lượng Nông Văn Vân                                     | Chiến thắng - Nổi dậy bị đánh dẹp |
| Nổi dậy Ba Nhàn - Tiền Bột (1833 - 1843)           | Việt Nam thời Nhà Nguyễn                                     | Lực lượng Ba Nhàn và Tiền Bột                              | Chiến thắng - Nổi dậy bị đánh dẹp |
| Khởi nghĩa Katip Sumat và Ja Thak Wa (1833 - 1835) | Việt Nam thời Nhà Nguyễn                                     | Lực lượng người Chăm do Katip Sumat và Ja Thak Wa lãnh đạo | Chiến thắng - Nổi dậy bị đánh dẹp |
| Nổi dậy Hà Tiên (1840)                             | Đại Nam thời Nhà Nguyễn                                      | Lực lượng Khmer và nhiều sắc dân khác ở Hà Tiên            | Chiến thắng - Nổi dậy bị đánh dẹp |
| Nổi loạn Cao Miên lần 3 (1840 - 1841)              | Lực lượng Ang Mey Hỗ trợ: - Đại Nam thời Nhà Nguyễn          | Lực lượng Ang Duong Hỗ trợ: - Xiêm La thời Nhà Chakri      | Thất bại - Quân Đại Nam rút khỏi Trấn Tây Thành - Cao Miên giành được độc lập nhưng lệ thuộc vào Xiêm La - Ang Mey bị phế truất và Ang Duong lên ngôi vua Cao Miên            |
| Nổi dậy Ba Xuyên (1841)                            | Đại Nam thời Nhà Nguyễn                                      | Lực lượng Sơn Tốt và Trần Lâm                              | Chiến thắng - Nổi dậy bị đánh dẹp |
| Nổi dậy Thất Sơn (1841)                            | Đại Nam thời Nhà Nguyễn                                      | Lực lượng Khmer ở Thất Sơn                                 | Chiến thắng - Nổi dậy bị đánh dẹp |
| Nổi dậy Lâm Sâm (1841)                             | Đại Nam thời Nhà Nguyễn                                      | Lực lượng Lâm Sâm                                          | Chiến thắng - Nổi dậy bị đánh dẹp |
| Chiến tranh Đại Nam-Xiêm La (1841 - 1845)          | Đại Nam thời Nhà Nguyễn Lực lượng Ang Mey và Ang Em          | Xiêm La thời Nhà Chakri Lực lượng Ang Duong                | Bất phân thắng bại - Ký kết hòa ước - Cao Miên giành được độc lập nhưng phải thần phục cả Đại Nam và Xiêm La - Ang Duong được cả Đại Nam và Xiêm La công nhận là vua Cao Miên |
| Tiểu trừ Hải tặc Tàu Ô (1849)                      | Đại Nam thời Nhà Nguyễn Nhà Thanh Vương quốc Anh             | Hải Tặc Trung Hoa                                          | Chiến thắng - Các tàu chiến hải tặc bị đánh tan |
| Nổi dậy Cao Bá Quát (1854 - 1856)                  | Đại Nam thời Nhà Nguyễn                                      | Lực lượng Cao Bá Quát                                      | Chiến thắng - Nổi dậy bị đánh dẹp |
| Chiến dịch Nam Kỳ (1858 - 1862)                    | Đại Nam thời Nhà Nguyễn                                      | Đế chế Pháp Vương quốc Tây Ban Nha                         | Thất bại - Hòa ước Nhâm Tuất 1862 - Nam Kỳ trở thành thuộc địa của Pháp |
| Nổi dậy Tạ Văn Phụng (1861 - 1865)                 | Đại Nam thời Nhà Nguyễn                                      | Lực lượng Tạ Văn Phụng                                     | Chiến thắng - Nổi dậy bị đánh dẹp |
| Nổi dậy Cai Vàng (1862 - 1865)                     | Đại Nam thời Nhà Nguyễn                                      | Lực lượng Cai Vàng                                         | Chiến thắng - Nổi dậy bị đánh dẹp |
| Tiểu trừ giặc Khách ở Bắc Kỳ (1865 - 1875)         | Đại Nam thời Nhà Nguyễn Nhà Thanh Quân Cờ Đen (từ 1870)      | Quân Cờ Đen (đến 1870) Quân Cờ Vàng Quân Cờ Trắng          | Chiến thắng - Quân Cờ Đen theo hàng Nhà Nguyễn - Quân Cờ Trắng và Quân Cờ Vàng bị tiêu diệt                                                                                   |
| Nổi dậy Đoàn Hữu Trưng (1866)                      | Đại Nam thời Nhà Nguyễn                                      | Lực lượng Đoàn Hữu Trưng                                   | Chiến thắng - Nổi dậy bị đánh dẹp |
| Biến cố Bắc Kỳ (1873 - 1874)                       | Đại Nam thời Nhà Nguyễn Quân Cờ Đen                          | Cộng hòa Pháp                                              | Bất phân thắng bại - Hòa ước Giáp Tuất 1874 - Quân Pháp rút khỏi Bắc Kỳ |
| Chiến dịch Bắc Kỳ (1883 - 1886)                    | Đại Nam thời Nhà Nguyễn Nhà Thanh Quân Cờ Đen                | Cộng hòa Pháp                                              | Thất bại - Hòa ước Quý Mùi 1883 và Hòa ước Giáp Thân 1884 - Bắc Kỳ và Trung Kỳ trở thành xứ bảo hộ của Pháp - Nhà Nguyễn trở thành chế độ bù nhìn                             |

## Thời kỳ thuộc địa

### Pháp thuộc(1858-1945)
| Xung đột                                   | Đông Dương | Đối phương                                    | Kết quả |
| ------------------------------------------ | --- | --------------------------------------------- | --- |
| Khởi nghĩa Trương Định (1859 - 1864)       | Lực lượng Trương Định tại Nam Kỳ | Đế chế Pháp                                   | Thất bại - Khởi nghĩa bị đàn áp |
| Khởi nghĩa Nguyễn Hữu Huân (1859 - 1874)   | Lực lượng Nguyễn Hữu Huân tại Nam Kỳ | Đế chế Pháp                                   | Thất bại - Khởi nghĩa bị đàn áp |
| Khởi nghĩa Nguyễn Trung Trực (1861 - 1868) | Lực lượng Nguyễn Trung Trực tại Nam Kỳ | Đế chế Pháp                                   | Thất bại - Khởi nghĩa bị đàn áp |
| Khởi nghĩa Bảy Thưa (1867 - 1873)          | Lực lượng Trần Văn Thành tại Nam Kỳ | Đế chế Pháp                                   | Thất bại - Khởi nghĩa bị đàn áp |

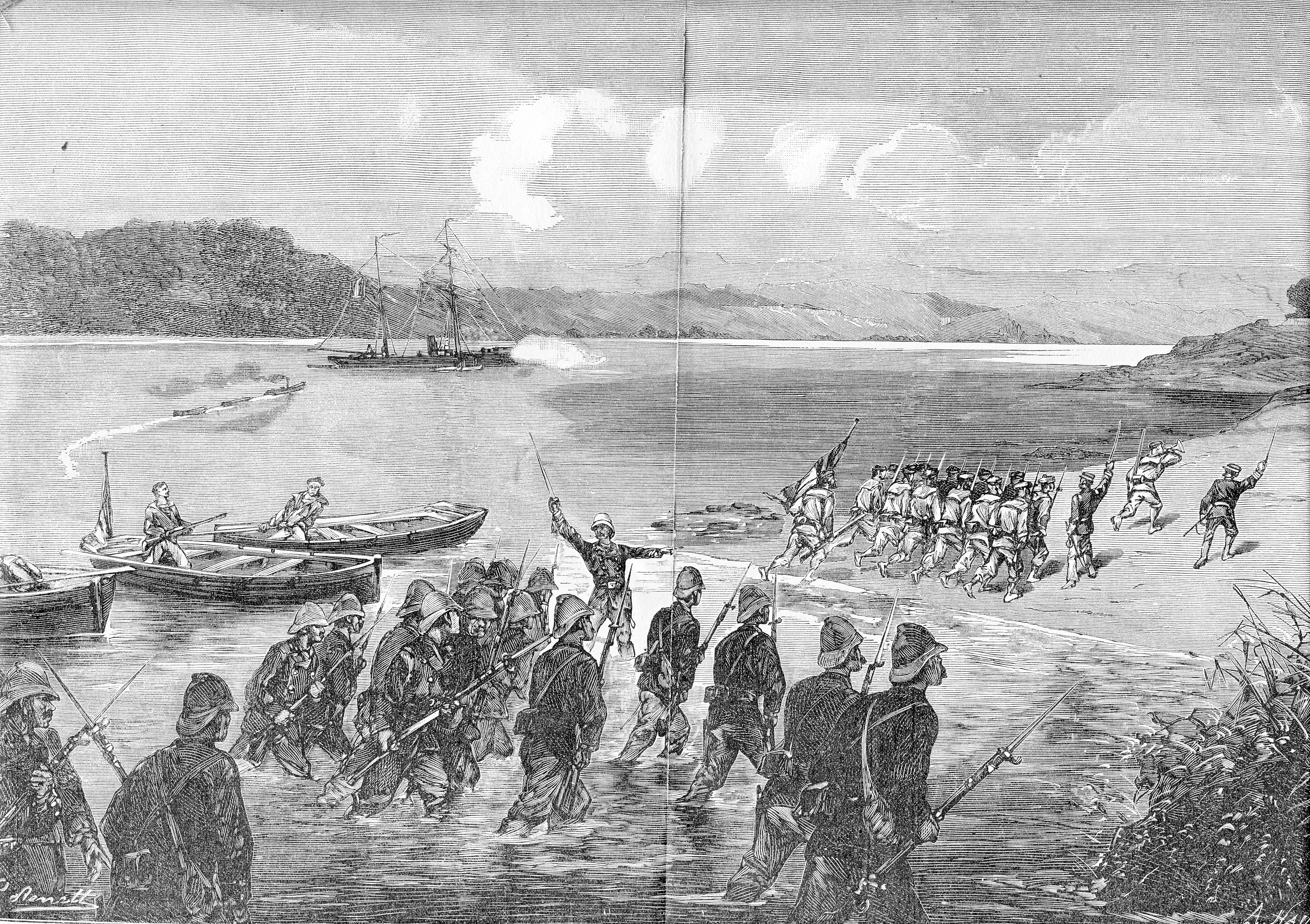
Quân Pháp đổ bộ vào Thuận An

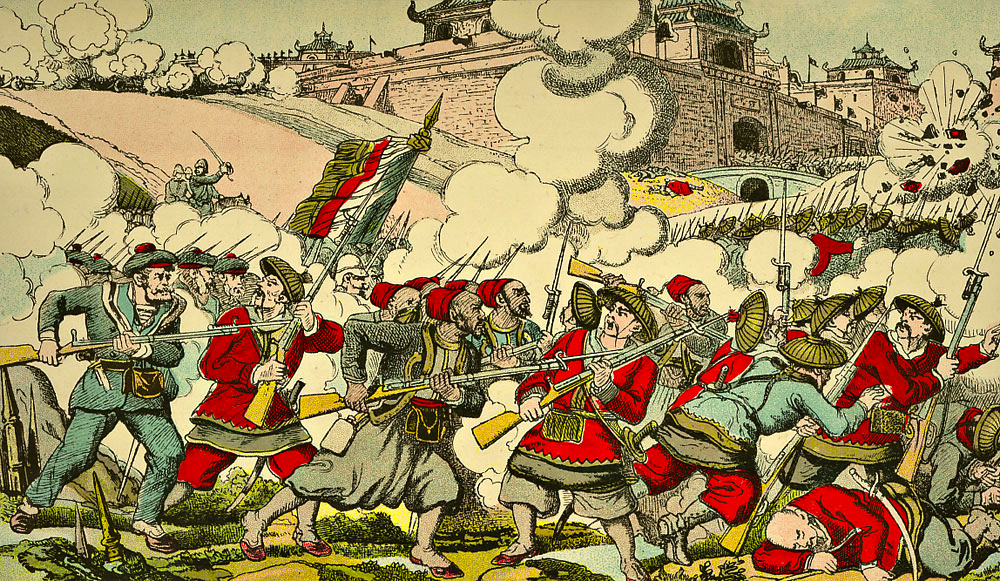
Quân Pháp hạ thành Bắc Ninh năm 1884

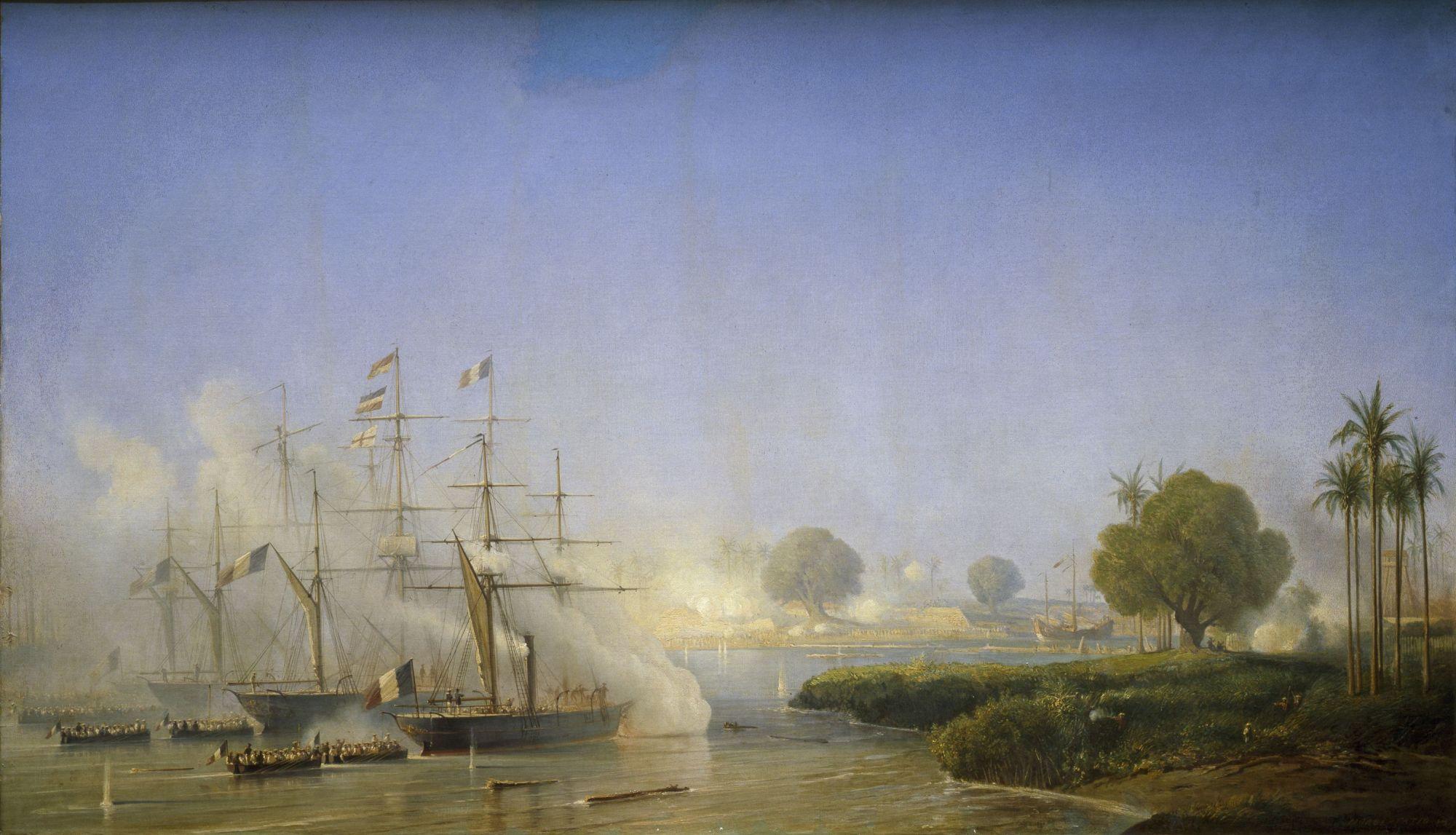
Lực lượng viễn chinh Pháp và Tây Ban Nha tấn công thành Gia Định, tranh của Antoine Léon Morel-Fatio.

| Chiến tranh Pháp-Thanh (1884 - 1885)       | Nhà Thanh Hỗ trợ: - Đại Nam thời Nhà Nguyễn - Quân Cờ Đen | Cộng hòa Pháp                                 | Nhà Thanh thất bại - Hòa ước Thiên Tân 1885 - Nhà Thanh công nhận Đại Nam thuộc quyền bảo hộ của Pháp                                                                               |
| Khởi nghĩa Yên Thế (1884 - 1913)           | Lực lượng Hoàng Hoa Thám tại Bắc Kỳ | Cộng hòa Pháp Liên bang Đông Dương Nhà Nguyễn | Thất bại - Khởi nghĩa bị đàn áp |
| Phong trào Cần Vương (1885 - 1896)         | - Triều đình kháng chiến Hàm Nghi - Lực lượng Phan Đình Phùng tại Trung Kỳ - Lực lượng Đinh Công Tráng tại Trung Kỳ - Lực lượng Mai Xuân Thưởng tại Trung Kỳ - Lực lượng Tống Duy Tân tại Trung Kỳ - Lực lượng Nguyễn Thiện Thuật tại Bắc Kỳ - Lực lượng Đốc Ngữ tại Bắc Kỳ - Lực lượng Đèo Văn Trị tại Bắc Kỳ | Cộng hòa Pháp Liên bang Đông Dương Nhà Nguyễn | Thất bại - Hàm Nghi bị bắt - Phong trào tan rã |
| Chiến tranh Pháp-Xiêm (1893)               | Cộng hòa Pháp Liên bang Đông Dương | Xiêm La thời Nhà Chakri                       | Pháp chiến thắng - Lào sáp nhập vào Liên bang Đông Dương |
| Phong trào chống sưu thuế Trung Kỳ (1908)  | Nhân dân Trung Kỳ | Cộng hòa Pháp Liên bang Đông Dương Nhà Nguyễn | Thất bại - Phong trào bị dập tắt |
| Hà Thành đầu độc (1908)                    | Binh lính và đầu bếp nổi dậy tại Hà Nội | Cộng hòa Pháp Liên bang Đông Dương Nhà Nguyễn | Thất bại - Quân nổi dậy bị bắt giam và xử tử |
| Khởi nghĩa N'Trang Lơng (1911 - 1935)      | Các bộ lạc tại Tây Nguyên | Cộng hòa Pháp Liên bang Đông Dương            | Thất bại - Khởi nghĩa bị đàn áp |
| Trận Tà Lùng (1915)                        | Việt Nam Quang phục Hội tại Cao Bằng - Việt Nam Quang Phục quân | Cộng hòa Pháp Liên bang Đông Dương Nhà Nguyễn | Thất bại - Nghĩa quân bị tiêu diệt |
| Phong trào hội kín Nam Kỳ (1913 - 1916)    | Lực lượng Phan Xích Long tại Nam Kỳ | Cộng hòa Pháp Liên bang Đông Dương            | Thất bại - Phong trào bị dập tắt |
| Khởi nghĩa Thái Nguyên (1917)              | Việt Nam Quang Phục quân tại Thái Nguyên - Đại Hùng Đế quốc (tự xưng) | Cộng hòa Pháp Liên bang Đông Dương Nhà Nguyễn | Thất bại - Khởi nghĩa thất bại |
| Phong trào Phú Riềng Đỏ (1930)             | Công nhân cao su Phú Riềng tại Bình Phước Đông Dương Cộng sản Đảng tại Nam Kỳ | Cộng hòa Pháp Liên bang Đông Dương            | Thất bại - Pháp đã tiến hành bắt giữ tất cả các lãnh đạo của phong trào Phú Riềng                                                                                                   |
| Khởi nghĩa Yên Bái (1930)                  | Việt Nam Quốc dân Đảng tại Bắc Kỳ - Việt Nam Quốc dân quân | Cộng hòa Pháp Liên bang Đông Dương Nhà Nguyễn | Thất bại - Lực lượng khởi nghĩa bị đánh bại - Đảng viên Quốc dân bị Pháp truy nã, giam cầm, lưu đày, hành quyết                                                                     |
| Xô Viết Nghệ Tĩnh (1930 - 1931)            | Đảng Cộng sản Việt Nam tại Trung Kỳ - Xứ ủy Trung Kỳ - Tự vệ Đỏ tại Nghệ An và Hà Tĩnh | Cộng hòa Pháp Liên bang Đông Dương Nhà Nguyễn | Thất bại - Nhiều cuộc biểu tình tự vệ vũ trang kết hợp yêu sách chính trị, kết hợp đấu tranh bạo động và đấu tranh chính trị nổ ra. - Cuối cùng bị quân đội Pháp trấn áp và tan rã. |
| Chiến dịch Đông Dương lần 1 (1940)         | Quốc gia Pháp Liên bang Đông Dương | Đế quốc Nhật Bản                              | Pháp thất bại - Nhật Bản chiến thắng - Nhật thay Pháp chiếm đóng Đông Dương |

### Nhật thuộc(1940-1945)
| Xung đột                                                   | Đông Dương | Đối phương | Kết quả |
| ---------------------------------------------------------- | --- | --- | --- |
| Trận Lạng Sơn (1940)                                       | Việt Nam Phục quốc Đồng minh Hội tại Bắc Kỳ - Việt Nam Kiến Quốc quân tại Lạng Sơn Hỗ trợ: - Đế quốc Nhật Bản                                  | Quốc gia Pháp | Thất bại - Pháp và Nhật điều đình - Nghĩa quân bị tiêu diệt |
| Khởi nghĩa Bắc Sơn (1940)                                  | Đảng Cộng sản Việt Nam - Đội du kích Bắc Sơn                                                                                                   | Quốc gia Pháp Đế quốc Nhật Bản | Thất bại - Pháp và Nhật hòa nhau - Pháp tập trung quân lực chiếm lại các đồn, đàn áp và tàn sát dân chúng, cán bộ, đảng viên, cuộc khởi nghĩa hoàn toàn tan rã |
| Chiến tranh Pháp-Thái (1940 - 1941)                        | Quốc gia Pháp - Liên bang Đông Dương | Thái Lan | Bất phân thắng bại - Nhật Bản dàn xếp việc ngừng bắn - Thái Lan giành thắng lợi về chiến thuật |
| Nam Kỳ khởi nghĩa (1940)                                   | Đảng Cộng sản Việt Nam - Xứ ủy Nam Kỳ - Quân du kích Nam Kỳ                                                                                    | Quốc gia Pháp Đế quốc Nhật Bản | Thất bại - Cuộc khởi nghĩa tạo thành tiếng vang lớn, gây nhiều tổn hại cho Pháp-Nhật, nhưng về sau bị đàn áp và thất bại, nhiều đảng viên, cán bộ cao cấp của Đảng cộng sản Đông Dương bị xử tử. - Một bộ phận nghĩa quân rút vào rừng tiến hành chiến tranh du kích |
| Binh biến Đô Lương (1941)                                  | Đội Cung và binh lính nổi dậy tại Trung Kỳ | Quốc gia Pháp | Thất bại - Đội Cung bị bắt và xử tử |
| Mặt trận Đông Nam Á trong Thế Chiến thứ Hai (1941 - 1945)  | Khối Đồng Minh: - Vương quốc Liên hiệp Anh và Bắc Ireland - Ấn Độ thuộc Anh - Miến Điện thuộc Anh (đến 1942) - Hoa Kỳ - Trung Quốc - Việt Minh | Phe Trục: - Đế quốc Nhật Bản - Đế quốc Việt Nam (từ 1945) - Lào thuộc Nhật (từ 1945) - Campuchia thuộc Nhật (từ 1945) - Nhà nước Miến Điện (từ 1942) - Quốc gia Pháp (đến 1944) - Liên bang Đông Dương (đến 1945) - Thái Lan | Khối Đồng minh chiến thắng - Đế Quốc Nhật Bản đầu hàng |
| Trận Phai Khắt và Nà Ngần (1944)                           | Việt Minh | Chính phủ lâm thời Cộng hòa Pháp | Chiến thắng - Việt Minh chiến thắng |
| Chiến dịch Đông Dương lần 2 (1945)                         | Chính phủ lâm thời Cộng hòa Pháp - Liên bang Đông Dương Hỗ trợ: - Hoa Kỳ                                                                       | Đế quốc Nhật Bản Đế quốc Việt Nam | Pháp thất bại - Nhật Bản đảo chính thành công tại Đông Dương - Chính phủ lâm thời Cộng hòa Pháp đầu hàng Đế quốc Nhật Bản - Đế quốc Việt Nam được thành lập |
| Khởi nghĩa Ba Tơ (1945)                                    | Đảng Cộng sản Việt Nam - Đội du kích Cứu quốc quân Ba Tơ                                                                                       | Đế quốc Nhật Bản Tàn quân Pháp | Chiến thắng - Ba Tơ trở thành trung tâm của cao trào kháng Nhật ở miền Trung Việt Nam và là hạt nhân của các lực lượng vũ trang Liên khu V sau này |
| Cao trào kháng Nhật cứu nước và Cách mạng Tháng Tám (1945) | Việt Minh - Đảng Cộng sản Việt Nam - Thanh niên Tiền phong - Đội Việt Nam Tuyên Truyền Giải Phóng Quân                                         | Đế quốc Nhật Bản Đế quốc Việt Nam | Chiến thắng - Việt Minh giành được chính quyền, thành lập Việt Nam Dân chủ Cộng hòa - Vua Bảo Đại thoái vị, chấm dứt chế độ quân chủ chuyên chế Nhà Nguyễn - Hồ Chí Minh đọc tuyên ngôn độc lập - Quân Nhật Bản đầu hàng Việt Minh                                   |

## Thời kỳ cộng hòa

### Việt Nam Dân chủ Cộng hòa(1945-1976)

#### Chiến tranh Đông Dương lần 1(1945-1954)
| Xung đột                                                   | Việt Nam | Đối phương | Kết quả |
| ---------------------------------------------------------- | --- | --- | --- |

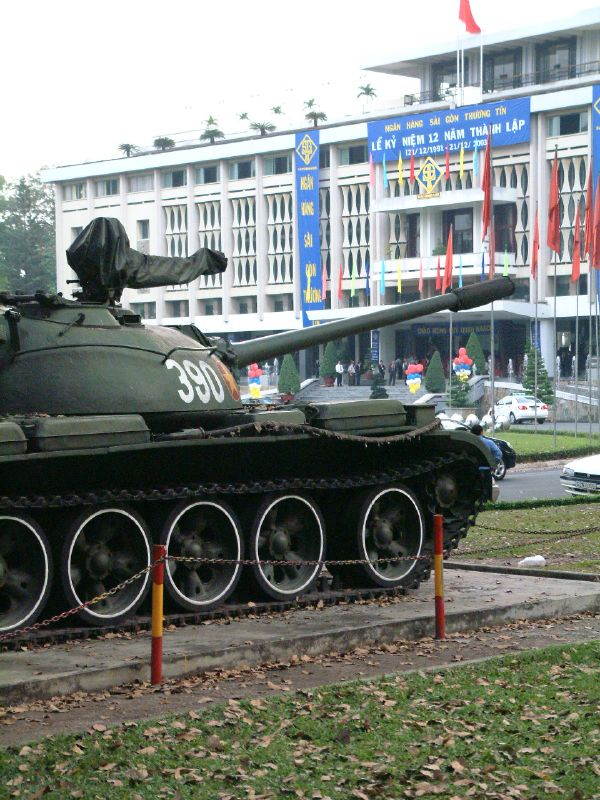
Xe tăng T-54 số hiệu 390 của Quân đội nhân dân Việt Nam trong sân Dinh Độc Lập

| Hoa quân nhập Việt (1945 - 1946)                           | Việt Nam Dân chủ Cộng hòa | Trung Hoa Dân Quốc Việt Nam Quốc dân Đảng Đại Việt Quốc dân Đảng Việt Nam Cách mệnh Đồng minh Hội | Chiến thắng - Quốc quân Trung Hoa Dân Quốc rút khỏi miền bắc Việt Nam - Việt Nam Quốc dân Đảng và Việt Nam Cách mệnh Đồng minh Hội bắt đầu xung đột với Việt Minh                                                         |
| Xung đột đảng phái Việt Nam Dân chủ Cộng hòa (1945 - 1947) | Việt Nam Độc lập Đồng minh - Đảng Lao động Việt Nam - Tập tin:Đảng kỳ Đảng Xã hội Việt Nam.png Đảng Xã hội Việt Nam - Đảng Dân chủ Việt Nam - Thanh niên Tiền phong - Việt Nam Vệ quốc đoàn - Hội Phật giáo Cứu quốc - Hội Cao Đài Cứu quốc - Hội Công giáo Cứu quốc - Nhóm Bình Xuyên chống Pháp | Mặt trận Quốc dân Đảng - Việt Nam Quốc dân Đảng - Đại Việt Quốc dân Đảng - Đại Việt Dân chính Đảng Mặt trận Thống nhất Quốc gia Liên hiệp - Việt Nam Cách mệnh Đồng minh Hội - Việt Nam Dân chúng Liên đoàn - Việt Nam Dân chủ Xã hội Đảng - Liên đoàn Công giáo Việt Nam Mặt trận Quốc gia Liên hiệp - Quân đội Hòa Hảo - Quân đội Cao Đài - Nhóm Bình Xuyên theo Pháp Hỗ trợ: - Trung Hoa Dân Quốc - Cộng hòa Pháp | Chiến thắng - Các tổ chức chống đối Việt Minh bị đánh dẹp |
| Nam Bộ kháng chiến (1945 - 1946)                           | Nhân dân Nam Bộ Việt Nam Dân chủ Cộng hòa - Bộ đội Bình Xuyên - Bộ đội Hòa Hảo - Bộ đội Cao Đài Việt Nam Quốc dân Đảng | Chính phủ lâm thời Cộng hòa Pháp - Liên bang Đông Dương Đế quốc Anh - Ấn Độ thuộc Anh Đế quốc Nhật Bản | Thất bại - Việt Minh và các nhóm chống Pháp rút vào chiến khu - Pháp và Anh chiếm được Nam Bộ |
| Chiến tranh Đông Dương (1946 - 1954)                       | Việt Nam Dân chủ Cộng hòa - - Việt Minh - Lào Issara - Pathet Lào (từ 1949) - Khmer Issarak - Mặt trận Issarak Thống nhất - Lính tình nguyện Nhật Bản trong Chiến sĩ "Việt Nam mới" Viện trợ: - Liên bang Xô Viết - Cộng hòa Nhân dân Trung Hoa                                                   | Liên hiệp Pháp - - Cộng hòa Pháp - Liên bang Đông Dương - Cộng hòa Tự trị Nam Kỳ (1946 -1948) - Quốc gia Việt Nam (1949 - 1954) - Vương quốc Lào (1949 - 1954) - Vương quốc Campuchia (1953 - 1954) Viện trợ: - Hoa Kỳ (từ 1950) | Chiến thắng - Quân đội Pháp thất bại và rút khỏi Đông Dương - Việt Nam Dân chủ Cộng hòa, Vương quốc Lào và Vương quốc Campuchia giành được độc lập - Hiệp định Genève 1954 - Việt Nam bị phân chia tạm thời ở vĩ tuyến 17 |
| Chiến dịch Thập Vạn Đại Sơn (1949)                         | Quân Giải phóng Nhân dân Trung Quốc Quân đội Nhân dân Việt Nam | Quốc quân Trung Hoa Dân Quốc | Đảng Cộng sản Trung Quốc chiến thắng - Trung Hoa Dân quốc mất quyền kiểm soát Nam Ninh và một số địa phương khác tại Quảng Tây                                                                                            |

#### Chiến tranh Đông Dương lần 2(1955-1975)

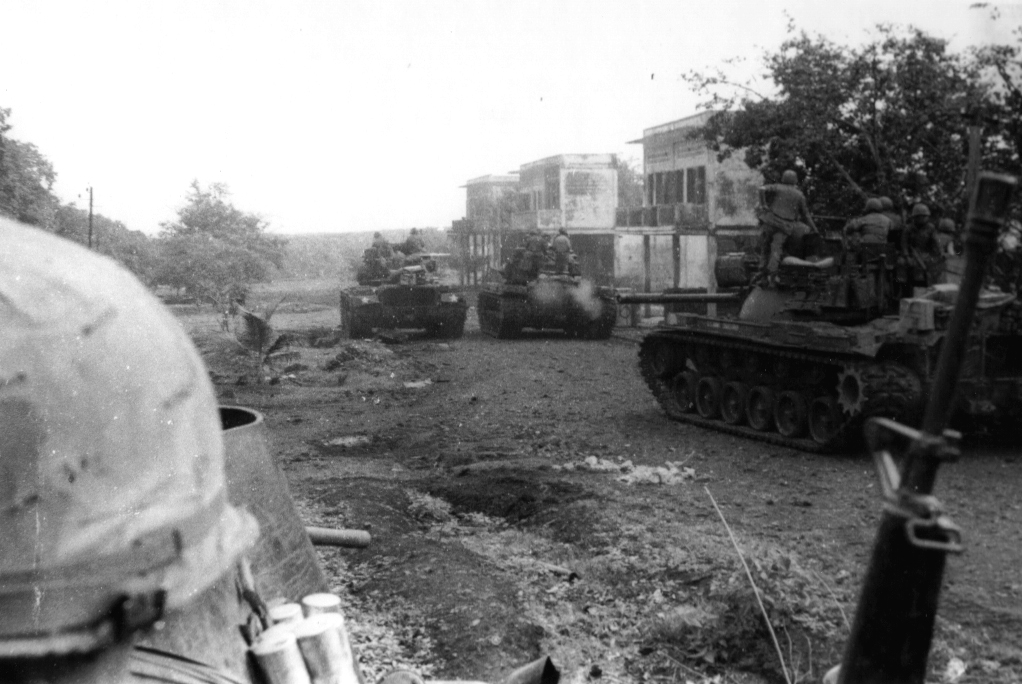
Xe tăng của Quân lực Việt Nam Cộng hòa tiến vào thị trấn Snuol, Campuchia.

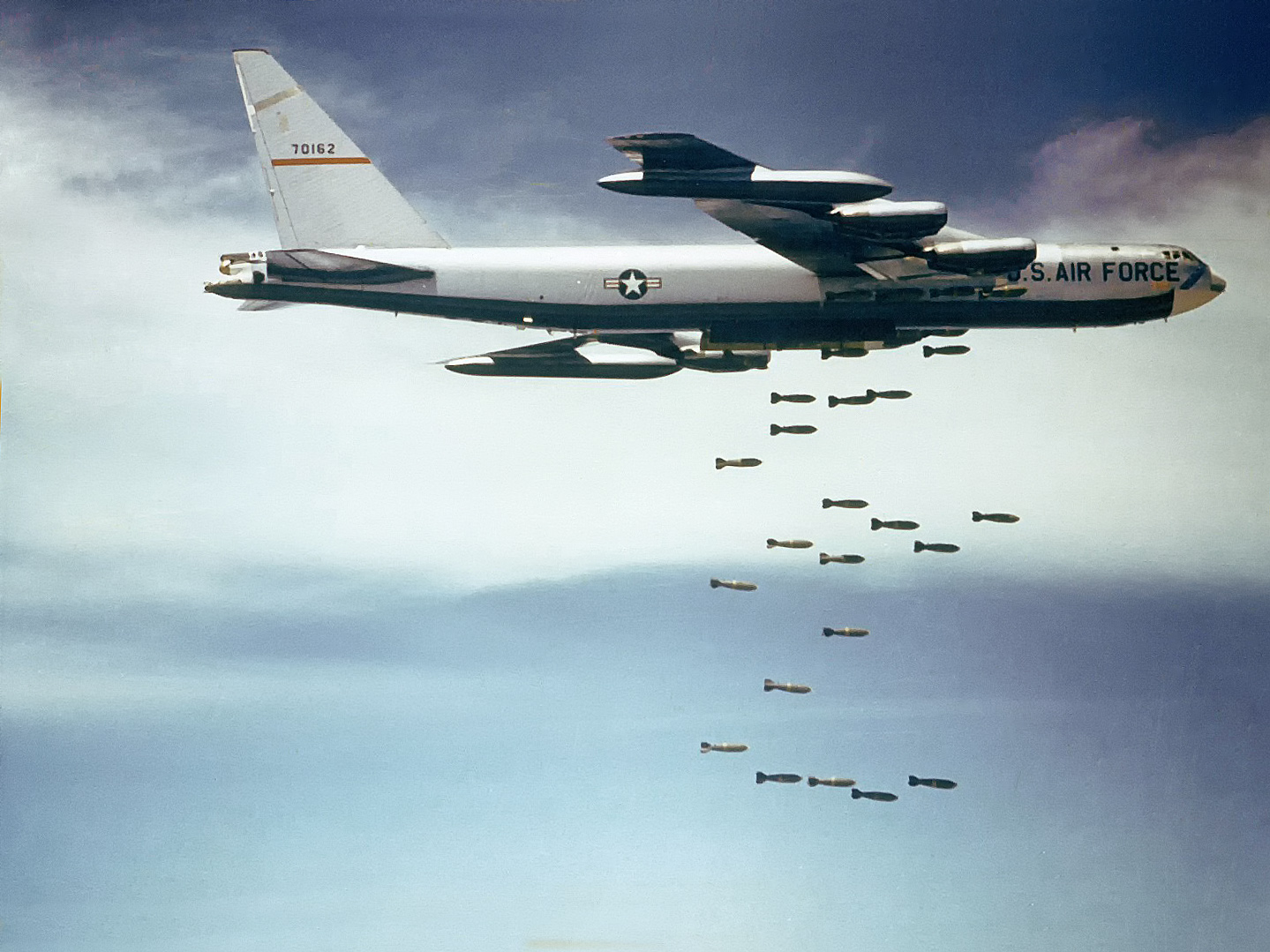
Máy bay ném bom chiến lược B-52 đang ném bom rải thảm từ 18/12-30/12/1972

| Xung đột                                    | Việt Nam | Đối phương | Kết quả |
| ------------------------------------------- | --- | --- | --- |
| Chiến tranh Việt Nam (1955 - 1975)          | Việt Nam Dân chủ Cộng hòa Cộng hòa Miền Nam Việt Nam - Mặt trận Dân tộc Giải phóng miền Nam Việt Nam Khmer Đỏ Pathet Lào Viện trợ: - Liên Xô - Trung Quốc - Khối Warszawa - CHDCND Triều Tiên - Cuba                         | Việt Nam Cộng hòa Hợp chúng quốc Hoa Kỳ Cộng hòa Khmer Vương quốc Lào Hàn Quốc Úc New Zealand Thái Lan Philippines Viện trợ: - Tây Đức - Tây Ban Nha - Đài Loan | Chiến thắng - Việt Nam Dân chủ Cộng hòa và Mặt trận Dân tộc Giải phóng Miền Nam Việt Nam chiến thắng - Quân đội Hoa Kỳ và đồng minh rút khỏi Việt Nam - Việt Nam thống nhất dưới sự lãnh đạo của Đảng Cộng sản Việt Nam - Chính quyền thân Mỹ ở Lào và Campuchia sụp đổ |
| Nội chiến Lào (1959 - 1975)                 | Pathet Lào Lực lượng Trung lập Lào (1960-1962) Lực lượng Trung lập Yêu nước Lào (từ 1963) Việt Nam Dân chủ Cộng hòa Mặt trận Dân tộc Giải phóng miền Nam Việt Nam Viện trợ: - Liên Xô - Trung Quốc                           | Vương quốc Lào Lực lượng Trung lập Lào (từ 1962) Hợp chúng quốc Hoa Kỳ Việt Nam Cộng hòa Thái Lan                                                               | Pathet Lào chiến thắng - Cộng hòa Dân chủ Nhân dân Lào thành lập |
| Nổi dậy cộng sản tại Thái Lan (1965 - 1983) | Đảng Cộng sản Thái Lan Đảng Cộng sản Malaysia Pathet Lào Khmer Đỏ Hỗ trợ: - Việt Nam Dân chủ Cộng hòa (đến 1976) - Cộng hòa Xã hội Chủ nghĩa Việt Nam (từ 1976) - Cộng hòa Nhân dân Trung Hoa (1971-1976)                    | Vương quốc Thái Lan Malaysia Hợp chúng quốc Hoa Kỳ Trung Hoa Dân quốc (đến 1967) Hỗ trợ: - Indonesia (từ 1968)                                                  | Đảng Cộng sản Thái Lan thất bại - Chính phủ Thái Lan ra lệnh ân xá năm 1980 - Phong trào cộng sản Thái Lan suy yếu và tan rã |
| Nội chiến Campuchia (1968 - 1975)           | Chính phủ Liên hiệp Dân tộc Hoàng gia Campuchia - Mặt trận Đoàn kết Dân tộc Campuchia - Khmer Đỏ - Khmer Giải phóng Việt Nam Dân chủ Cộng hòa Mặt trận Dân tộc Giải phóng miền Nam Việt Nam Viện trợ: - Liên Xô - Trung Quốc | Cộng hòa Khmer Hợp chúng quốc Hoa Kỳ Việt Nam Cộng hòa Thái Lan                                                                                                 | Khmer Đỏ chiến thắng - Campuchia Dân chủ thành lập - Bắt đầu thời kỳ Diệt chủng Campuchia |

### Quốc gia Việt NamvàViệt Nam Cộng hòa(1949-1975)

Bích chương "Tây sa chiến ca" của Trung Quốc nói về trận chiến ở Hoàng Sa

| Xung đột                                    | Việt Nam | Đối phương | Kết quả |
| ------------------------------------------- | --- | --- | --- |
| Xung đột giáo phái Quốc gia Việt Nam (1955) | Các nhóm ủng hộ Thủ tướng Ngô Đình Diệm - Ủy ban Cách mạng Quốc gia - Đảng Cần lao Nhân vị Việt Nam - Quân đội Quốc gia Việt Nam Hỗ trợ: - Hoa Kỳ | Các nhóm ủng hộ Quốc trưởng Bảo Đại - Mặt trận Thống nhứt Toàn lực Quốc gia - Quân đội Bình Xuyên - Quân đội Hòa Hảo - Quân đội Cao Đài - Đại Việt Quốc dân Đảng - Việt Nam Quốc dân Đảng Hỗ trợ: - Pháp | Ngô Đình Diệm chiến thắng - Ngô Đình Diệm trở thành Tổng thống - Việt Nam Cộng hòa thành lập                                      |
| Đảo chính Việt Nam Cộng hòa lần 1 (1960)    | Quân lực Việt Nam Cộng hòa trung thành với Ngô Đình Diệm                                                                                          | Quân lực Việt Nam Cộng hòa nổi dậy | Ngô Đình Diệm chiến thắng - Đảo chính thất bại                                                                                    |
| Biến cố Phật giáo (1963)                    | Việt Nam Cộng hòa thời Đệ Nhất | Các nhóm Phật giáo | Ngô Đình Diệm thất bại và thay đổi chế độ - Đảo chính Việt Nam Cộng hòa lần 2                                                     |
| Đảo chính Việt Nam Cộng hòa lần 2 (1963)    | Quân lực Việt Nam Cộng hòa trung thành với Ngô Đình Diệm                                                                                          | Quân lực Việt Nam Cộng hòa nổi dậy Hỗ trợ: - Hoa Kỳ | Ngô Đình Diệm thất bại và thay đổi chế độ - Ngô Đình Diệm và Ngô Đình Nhu bị ám sát - Bắt đầu thời kỳ quân quản Việt Nam Cộng hòa |
| Chỉnh lý Việt Nam Cộng hòa (1/1964)         | Hội đồng Quân nhân Cách mạng Quân lực Việt Nam Cộng hòa trung thành                                                                               | Quân lực Việt Nam Cộng hòa nổi dậy | Nguyễn Khánh và phe đảo chính chiến thắng - Lực lượng đảo chính của Nguyễn Khánh thâu tóm quyền hành Hội đồng Quân nhân Cách mạng |
| Binh biến Việt Nam Cộng hòa lần 1 (9/1964)  | Hội đồng Quân nhân Cách mạng Ủy ban Lãnh đạo Lâm thời Quân lực Việt Nam Cộng hòa trung thành                                                      | Quân lực Việt Nam Cộng hòa nổi dậy Nhóm sĩ quan thuộc Đại Việt Quốc dân Đảng | Đảo chính thất bại |
| Binh biến Việt Nam Cộng hòa lần 2 (12/1964) | Thượng Hội đồng Quốc gia Quân lực Việt Nam Cộng hòa trung thành                                                                                   | Hội đồng Quân lực Quân lực Việt Nam Cộng hòa nổi dậy | Binh biến thành công - Thượng Hội đồng Quốc gia giải thể - Hội đồng Quân lực nắm quyền                                            |
| Nổi loạn người Thượng (1964 - 1969)         | Việt Nam Cộng hòa thời Quân quản Hỗ trợ: - Hoa Kỳ                                                                                                 | BAJARAKA (đến 1964) FULRO (từ 1964) | Chính phủ Việt Nam Cộng hòa chiến thắng - Phiến quân BAJARAKA, FULRO bị tiêu diệt và đàn áp                                       |
| Đảo chính Việt Nam Cộng hòa lần 3 (1965)    | Hội đồng Quân lực Quân lực Việt Nam Cộng hòa trung thành                                                                                          | Quân lực Việt Nam Cộng hòa nổi dậy | Đảo chính thất bại - Dàn xếp nội bộ các tướng lĩnh - Nguyễn Khánh bị ép lưu vong sang Hoa Kỳ                                      |
| Biến động Miền Trung (1966)                 | Việt Nam Cộng hòa thời Quân quản Hỗ trợ: - Hoa Kỳ                                                                                                 | Giáo hội Phật giáo Việt Nam Thống nhất Nhân dân Trung Phần | Chính phủ Việt Nam Cộng hòa chiến thắng - Các cuộc biểu tình bị trấn áp - Việt Nam Cộng hòa suy yếu                               |
| Sự kiện Song Tử Đông (1968)                 | Việt Nam Cộng hòa thời Đệ Nhị | Cộng hòa Philippines | Thất bại - Philippines chiếm đảo Song Tử Đông và Song Tử Tây ở Trường Sa                                                          |
| Sự kiện Song Tử Tây (1970)                  | Việt Nam Cộng hòa thời Đệ Nhị | Cộng hòa Philippines | Chiến thắng - Việt Nam Cộng hòa tái chiếm đảo Song Tử Tây ở Trường Sa                                                             |
| Hải chiến Hoàng Sa (1974)                   | Việt Nam Cộng hòa thời Đệ Nhị | Cộng hòa Nhân dân Trung Hoa | Thất bại - Trung Quốc chiếm đóng quần đảo Hoàng Sa                                                                                |

## Thời kỳ thống nhất

### Cộng hòa Xã hội Chủ nghĩa Việt Nam(1976- nay)

Quân giải phóng nhân dân Trung Quốc đang di chuyển tại Cao Bằng, đi đầu là xe bọc thép Kiểu 63 (K63)

| Xung đột                                             | Việt Nam | Đối phương | Kết quả |
| ---------------------------------------------------- | --- | --- | --- |
| Nổi dậy FULRO (1975 - 1992)                          | Việt Nam Cộng hòa Nhân dân Campuchia (từ 1979) Cộng hòa Dân chủ Nhân dân Lào Viện trợ: - Liên Xô                                                                               | FULRO - Mặt trận Giải phóng Cao Nguyên - Mặt trận Giải phóng Chăm Pa - Mặt trận Giải phóng Campuchia Hạ - Mặt trận Giải phóng Campuchia Thượng Viện trợ: - Trung Quốc - Khmer Đỏ | Chiến thắng - FULRO đầu hàng và trao vũ khí cho Liên Hợp Quốc |
| Xung đột biên giới Việt Nam-Campuchia (1975 - 1978)  | Việt Nam | Campuchia Dân chủ - Khmer Đỏ | Chiến thắng - Quân Campuchia bị đẩy lùi - Bắt đầu Chiến tranh biên giới Tây Nam |
| Xung đột tại Lào (1975 - 2007)                       | Cộng hòa Dân chủ Nhân dân Lào - Người H'Mông thân chính phủ Việt Nam Viện trợ: - Liên Xô (đến 1978)                                                                            | Người H'Mông nổi loạn ở Thái Lan và Lào Nhóm cánh hữu nổi loạn: - Mặt trận Thống nhất Giải phóng Lào (từ 1980) Nhóm bảo hoàng nổi loạn: - Mặt trận Giải phóng Dân tộc Lào - Chính phủ Dân chủ Hoàng gia Lào (1982) Viện trợ: - Trung Quốc (đến 1988) - Khmer Đỏ (đến 1999) - Hoa Kỳ (đến 1990) - Thái Lan (đến 1990) - Chính phủ Lưu vong Hoàng gia Lào | Lào chiến thắng - Nổi loạn bị dẹp |
| Chiến tranh biên giới Tây Nam (1978 - 1989)          | Việt Nam Cộng hòa Nhân dân Campuchia (1979-1989) - Mặt trận Đoàn kết Dân tộc Cứu nước Campuchia Nhà nước Campuchia (1989-1993) Viện trợ: - Liên Xô - Cuba - Ba Lan - Tiệp Khắc | Campuchia Dân chủ (1979-1982) - Khmer Đỏ Liên minh chính phủ Kampuchea Dân chủ (1982-1990) - Khmer Đỏ - Mặt trận Dân tộc Giải phóng Nhân dân Khmer (từ 1979) - FUNCINPEC (từ 1981) Vương quốc Thái Lan Viện trợ: - Trung Quốc - Hoa Kỳ - Singapore | Chiến thắng - Khmer Đỏ bị lật đổ - Chấm dứt thời kỳ Diệt chủng Campuchia - Quân đội Việt Nam chiếm đóng Campuchia sau đó rút về - Xung đột đảng phái tại Campuchia |
| Chiến tranh biên giới Việt Nam-Trung Quốc (1979)     | Việt Nam Ủng hộ: - Cuba - Liên Xô | Cộng hòa Nhân dân Trung Hoa | Cả hai bên cùng tuyên bố chiến thắng: - Trung Quốc phải rút quân - Việt Nam tái chiếm lãnh thổ, tiếp tục tham chiến ở Campuchia - Trung Quốc chiếm một số huyện, thị xã của Việt Nam gần biên giới trong thời gian ngắn rồi rút đi - Xung đột Biên giới tiếp diễn đến năm 1990 |
| Xung đột Việt Nam-Thái Lan (1979 - 1989)             | Việt Nam Cộng hòa Nhân dân Campuchia | Vương quốc Thái Lan Khmer Đỏ FUNCINPEC Viện trợ: - Hoa Kỳ - Trung Quốc | Chiến thắng: - Nhiều căn cứ du kích và các trại tị nạn dọc theo biên giới Campuchia-Thái Lan bị phá hủy và làm tự phát những hành động thù địch công khai giữa quân đội Việt Nam và Thái Lan                                                                                   |
| Xung đột biên giới Việt Nam-Trung Quốc (1979 - 1991) | Việt Nam | Cộng hòa Nhân dân Trung Hoa | Bất phân thắng bại: - Giao tranh tại một số khu vực biên giới nhưng không bùng phát thành chiến tranh lớn - Trung Quốc chiếm giữ một số vị trí trên biên giới thuộc Việt Nam rồi rút đi - Hai nước bình thường hóa quan hệ vào cuối năm 1991                                   |
| Chiến tranh biên giới Lào-Thái Lan (1987 - 1988)     | Cộng hòa Dân chủ Nhân dân Lào Việt Nam | Vương quốc Thái Lan | Lào chiến thắng |
| Xung đột Trường Sa (1988)                            | Việt Nam - Hải quân Nhân dân Việt Nam | Cộng hòa Nhân dân Trung Hoa - Hải quân Quân Giải phóng Nhân dân Trung Quốc | Thất bại - Trung Quốc chiếm Đá Gạc Ma - Việt Nam giữ được đá Cô Lin và đá Len Đao |
| Xung đột tại Campuchia (1993-1998)                   | Vương quốc Campuchia Hỗ trợ: - Việt Nam | Khmer Đỏ | Campuchia chiến thắng - Khmer Đỏ đầu hàng và tan rã |

## Tổng kết

### Xung đột với nước khác

#### Số lần đối đầu
Việt Nam có xung đột quân sự với Trung Quốc nhiều nhất, tổng cộng là khoảng 38 lần xung đột và chiến tranh lớn nhỏ. Lần đầu là vào 221-214 TCN (Nhà Thục cùng với các bộ tộc Bách Việt đối đầu với Nhà Tần) và lần cuối là vào 1979-1991 (Cộng hòa Xã hội Chủ nghĩa Việt Nam đối đầu với Cộng hòa Nhân dân Trung Hoa). Trong đó:
- 15 cuộc chiến tranh chính thức giữa 2 quốc gia
- 8 cuộc khởi nghĩa lớn của người Việt chống lại Trung Quốc đô hộ
- 10 cuộc nổi dậy nhỏ của người Việt chống lại Trung Quốc đô hộ
- 2 cuộc hải chiến giữa 2 quốc gia (Hải chiến Hoàng Sa 1974 và Hải chiến Trường Sa 1988)
- 2 cuộc xung đột quân sự có giới hạn giữa 2 quốc gia (Hoa quân nhập Việt 1945 và Xung đột biên giới Việt-Trung 1979-1991)
- 1 lần Việt Nam gửi quân sang hỗ trợ một bên Trung Quốc chống lại một bên khác (Chiến dịch Thập Vạn Đại Sơn 1949)

Ngoài ra Việt Nam có một lần xung đột quân sự với Đế quốc Mông Cổ vào năm 1258 (Chiến tranh Nguyên Mông – Đại Việt lần 1). Còn 2 lần sau thì lúc này Nhà Nguyên đã thành lập và kiểm soát toàn bộ Trung Hoa nên sẽ tính là đối đầu với Trung Quốc.
Việt Nam có xung đột quân sự với Pháp và các đồng minh nhiều thứ 2, tổng cộng khoảng 26 lần xung đột và chiến tranh lớn nhỏ. Lần đầu là vào 1858-1862 (Nhà Nguyễn đối đầu với Đế chế Pháp) và lần cuối là vào 1946-1954 (Việt Nam Dân chủ Cộng hòa đối đầu với Cộng hòa Pháp). Trong đó:
- 5 cuộc chiến tranh chính thức giữa 2 quốc gia
- 7 cuộc khởi nghĩa lớn của người Việt chống lại Pháp đô hộ
- 13 cuộc nổi dậy và phong trào nhỏ của người Việt chống lại Pháp đô hộ
- 1 lần Việt Nam hỗ trợ quân sự một nước thứ 3 chống lại Pháp (Chiến tranh Pháp-Thanh 1884-1885)

Việt Nam có nhiều xung đột quân sự với quốc gia cổ Chiêm Thành (còn gọi là Chăm Pa) nhiều thứ 3, tổng cộng khoảng 22 lần. Không tính các cuộc nổi dậy của người Chăm thời Nhà Nguyễn vì lúc này họ không còn là quốc gia độc lập nữa; và không tính các lần Giao Chỉ, Giao Châu cùng với các triều đại cai trị Trung Quốc chống lại Lâm Ấp và Hoàn Vương vì lúc này Việt Nam chưa độc lập. Lần đầu là vào 543 (Nhà Tiền Lý đối đầu với Lâm Ấp) và lần cuối là vào 1693-1697 (Chúa Nguyễn đối đầu với Panduranga-Chăm Pa).
Thứ 4 là xung đột quân sự với Campuchia, tổng cộng khoảng 12 lần. Không tính các cuộc nổi dậy của người Khmer ở Nam Bộ thời Nhà Nguyễn vì lúc này Nam Bộ đã là lãnh thổ của Việt Nam; và không tính lần hỗ trợ quân sự Chính phủ Campuchia chống lại phiến quân Khmer Đỏ (1993-1998). Lần đầu là vào 1128 (Nhà Lý đối đầu với Đế quốc Khmer) và lần cuối là vào 1979-1989 (Cộng hòa Xã hội Chủ nghĩa Việt Nam hỗ trợ Cộng hòa Nhân dân Campuchia đối đầu với Campuchia Dân chủ và Khmer Đỏ).
Thứ 5 là xung đột quân sự với Thái Lan, tổng cộng khoảng 8 lần. Lần đầu là vào 1718 (Chúa Nguyễn đối đầu với Vương quốc Ayutthaya) và lần cuối là vào 1987-1988 (Cộng hòa Xã hội Chủ nghĩa Việt Nam hỗ trợ Cộng hòa Dân chủ Nhân dân Lào đối đầu với Vương quốc Thái Lan). Trong đó:
- 5 cuộc chiến tranh chính thức giữa 2 quốc gia
- 1 cuộc xung đột quân sự có giới hạn giữa 2 quốc gia (1979-1989)
- 2 lần Việt Nam hỗ trợ quân sự một nước thứ 3 chống lại Thái Lan (1826-1828 và 1987-1988)

Thứ 6 là xung đột quân sự với Lào, tổng cộng khoảng 6 lần. Không tính lần hỗ trợ quân sự Chính phủ Lào chống lại quân nổi loạn H'mông (1975-2007). Lần đầu là vào 1294 (Nhà Trần đối đầu với Muang Sua) và lần cuối là vào 1791 (Nhà Tây Sơn đối đầu với Viêng Chăn và Bồn Man).
Việt Nam Dân chủ Cộng hòa và hiện nay là Cộng hòa Xã hội Chủ nghĩa Việt Nam là chính thể có nhiều lần giao tranh nhất với các ngoại bang trong lịch sử. Họ đã chiến đấu chống lại Đế quốc Nhật Bản, Cộng hòa Pháp, Vương quốc Anh, Hợp chúng quốc Hoa Kỳ, Trung Hoa Dân quốc, Cộng hòa Nhân dân Trung Hoa, Cộng hòa Khmer, Campuchia Dân chủ (tức Khmer Đỏ), Vương quốc Lào, Thái Lan...

#### Thời gian xung đột
Cuộc chiến tranh với quốc gia khác kéo dài nhất là Chiến tranh Pháp - Đại Nam, từ 1858 đến 1884 (khoảng 26 năm).
Cuộc chiến tranh kéo dài thứ 2 là Chiến tranh Việt Nam hay còn gọi là Kháng chiến chống Mỹ, từ 1955 đến 1975 (khoảng 21 năm).
Cuộc chiến tranh kéo dài thứ 3 là Chiến tranh biên giới Tây Nam hay còn gọi là Chiến tranh Việt Nam-Campuchia, từ 1978 đến 1989 (khoảng 11 năm).
Khởi nghĩa Lam Sơn kéo dài thứ 4, từ 1418 đến 1427 (khoảng 9 năm).

### Xung đột nội bộ
Việt Nam đã có 9 cuộc nội chiến, với cuộc nội chiến lần đầu là vào khoảng 258-257 TCN (giữa Âu Việt và Lạc Việt) và lần cuối là vào 1787-1802 (giữa Nhà Tây Sơn và Chúa Nguyễn). Trong đó:
- Chiến tranh Lê-Mạc là cuộc nội chiến dài nhất, gồm cả 2 lần chiến tranh, lần thứ 1 từ 1533 đến 1592 (60 năm) với những cuộc giao tranh lớn nhỏ diễn ra gần như là liên tục, và lần thứ 2 từ 1593 đến 1677 (84 năm). Chiến tranh Lê-Mạc cũng là cuộc chiến dài nhất trong lịch sử Việt Nam, với tổng thời gian là 144 năm.
- Trịnh-Nguyễn phân tranh là cuộc nội chiến dài thứ hai, từ 1627 đến 1672 (45 năm), cùng 100 năm đình chiến và kết thúc bởi cuộc chiến cuối cùng vào năm 1775.
- Loạn 12 sứ quân có nhiều phe phái nhất, có tới 12 thủ lĩnh nổi dậy cát cứ

Thêm vào đó Việt Nam từng có 56 cuộc nổi loạn, tranh chấp ngôi vị, hoặc binh biến nội bộ. Trong đó:
- Nhà Nguyễn có nhiều nhất với 17 cuộc xung đột
- Việt Nam Cộng hòa có nhiều thứ 2 với 10 cuộc xung đột
- Nhà Lê sơ có nhiều thứ 3 với 8 cuộc xung đột; nếu tính luôn Đàng Trong và Đàng Ngoài thời Nhà Lê trung hưng thì tổng cộng Nhà Hậu Lê có 15 cuộc xung đột

Giai đoạn cuối thời Nhà Lê sơ đến thời Nhà Lê trung hưng là có nhiều biến động nhất và rối ren nhất liên quan đến các dòng họ Lê, Mạc, Trịnh, Nguyễn và Vũ.
Ngoài ra giai đoạn xung đột tại Đông Dương từ 1945 đến 1975 cũng cực kỳ rối ren với nhiều phe phái, tổ chức và chính thể khác nhau. Các thể chế chính trị gồm có Việt Nam Dân chủ Cộng hòa, Liên bang Đông Dương, Nam Kỳ Quốc, Quốc gia Việt Nam, Việt Nam Cộng hòa, Cộng hòa Miền Nam Việt Nam. Các tổ chức chính trị gồm có Việt Minh, Đảng Cộng sản Việt Nam, Việt Nam Quốc dân Đảng, Việt Nam Cách mạng Đồng minh Hội, Đảng Cần lao Nhân vị Việt Nam, Đại Việt Quốc dân Đảng, Đảng Dân chủ Việt Nam, Đảng Xã hội Việt Nam, Đệ Tứ Quốc tế Việt Nam, Mặt trận Dân tộc Giải phóng Miền Nam Việt Nam, Phong trào Cách mạng Quốc gia, Nhóm Bình Xuyên... Thêm vào đó là các tổ chức tôn giáo khác như Giáo hội Công giáo Việt Nam, Hòa Hảo, Cao Đài, Giáo hội Phật giáo Việt Nam Thống nhất... Đồng thời có nhiều quốc gia khác can thiệp hoặc xâm lược Việt Nam giai đoạn này.

### Xung đột khi đang là thuộc quốc hoặc thuộc địa của nước khác
Việt Nam đã từng bị lôi kéo vào 18 cuộc xung đột hoặc chiến tranh, trong thời gian bị nước khác đô hộ hoặc cai trị. Trong đó:
- 13 lần khi Trung Quốc đô hộ (thời kỳ Bắc thuộc lần 2 và Bắc thuộc lần 3)
- 4 lần khi Pháp đô hộ (thời kỳ Pháp thuộc)
- 1 lần cùng với Khối Đồng minh chống lại Phe Trục trong Chiến tranh Thế giới thứ hai